# コースフェルト

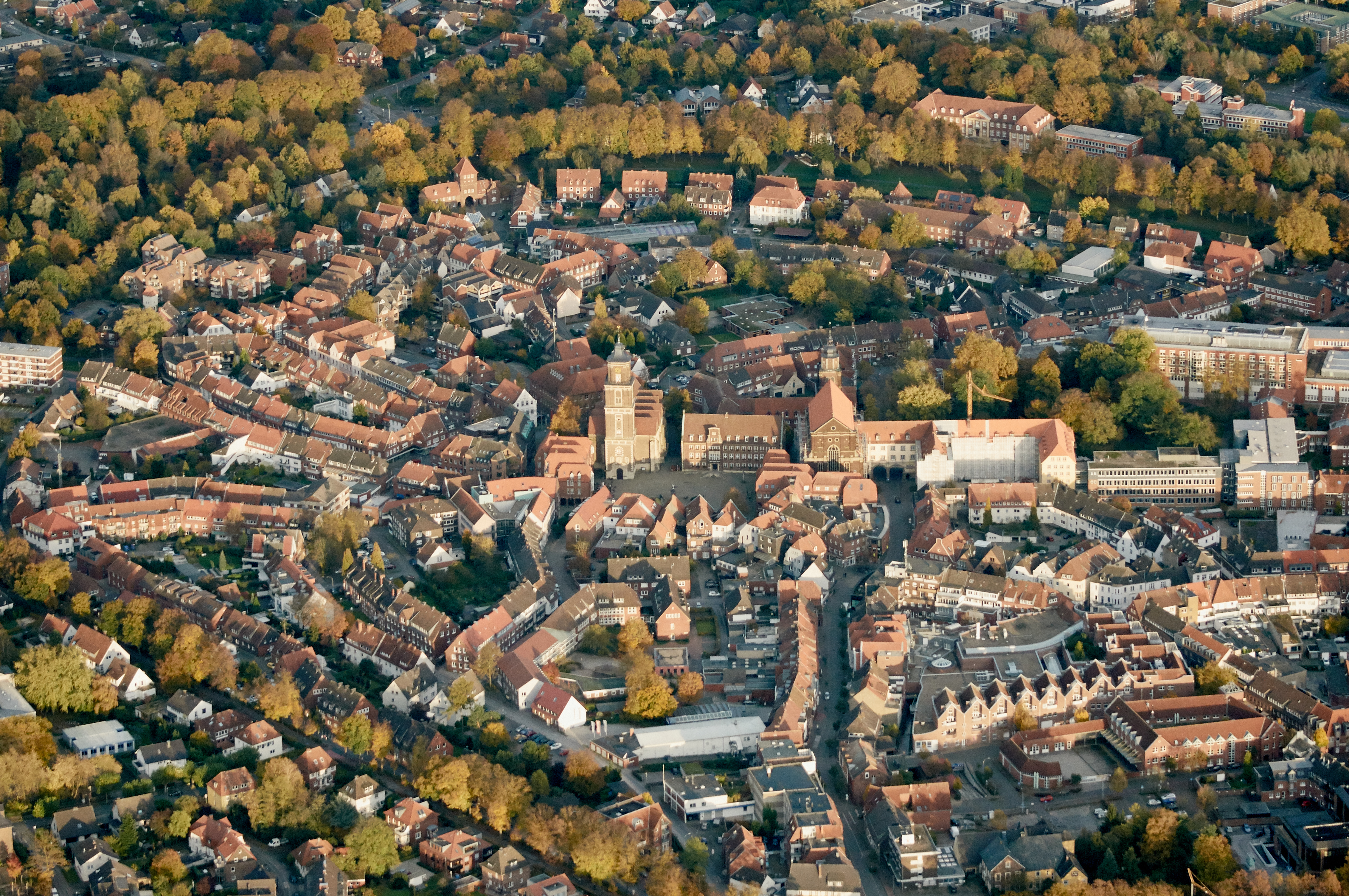
コースフェルト中心部

コースフェルト（ドイツ語: Coesfeld、[ˈkoːsfɛlt] ( 音声ファイル)、20世紀になるまでは Koesfeld とも表記された。）は、ドイツ連邦共和国ノルトライン＝ヴェストファーレン州ミュンスター行政管区のコースフェルト郡に属す小さなミッテルシュタット（中規模都市）で、郡庁所在地である。本市はミュンスターラント西部に位置している。

## 地理

### 位置
この郡庁所在地は、ミュンスターの西約 35 km に位置し、ミュンスターラントに含まれる。コースフェルダー・ベルク（152 m の丘陵地）がある市域はバウム山地に含まれる。ビラーベックに近いこの山中からベルケル川（またはバーケル川）が湧出している。この川はコースフェルトを流れ、ここでヴァルケンブリュッケントーアで堰き止められ、大部分が街の周囲を囲む環状道路の外側の土手の内側をウムフルート川（迂回流）として流れている。コースフェルトの南にはホーエ・マルク＝ヴェストミュンスターラント自然公園が広がっている。

### 地質学
コースフェルトは、栄養分に乏しい砂地の土壌（西側）と栄養分が豊富なローム質および粘土質の土壌（東側）との境界に位置している。このことは、人工肥料が発明される以前には農民の豊かさに直接影響しただけでなく、方言（低地ドイツ語）や（特に女性の）服装といった社会構造上の違いにも間接的に影響していた。たとえば砂地の人々は黒い服を、粘土の土地の人はカラフルな服を好む傾向にあった。
ミュンスターラント白亜紀盆地に位置するコースフェルトでは、オーバーカンパニアン下部（コースフェルト層）およびウンターカンパニアン上部（オスターヴィック層）の石灰質泥灰岩や泥質石灰岩が表層に見られる。これらの岩は、約7200万年前の白亜紀後期に堆積したものである。ここには、かつての海洋生物の化石が層をなして集中している。貝、カタツムリの仲間、ウニの仲間が出土品の大部分を占めている。直径 80 cm に及ぶアンモナイトが層になっていることも珍しくない。ここは、豊かで興味深い海綿動物の化石層で全国的に良く知られている。化石が豊富な地層は、掘削工事や坑道などの一時的に露頭となった箇所で定期的に発見される。

### 隣接する市町村

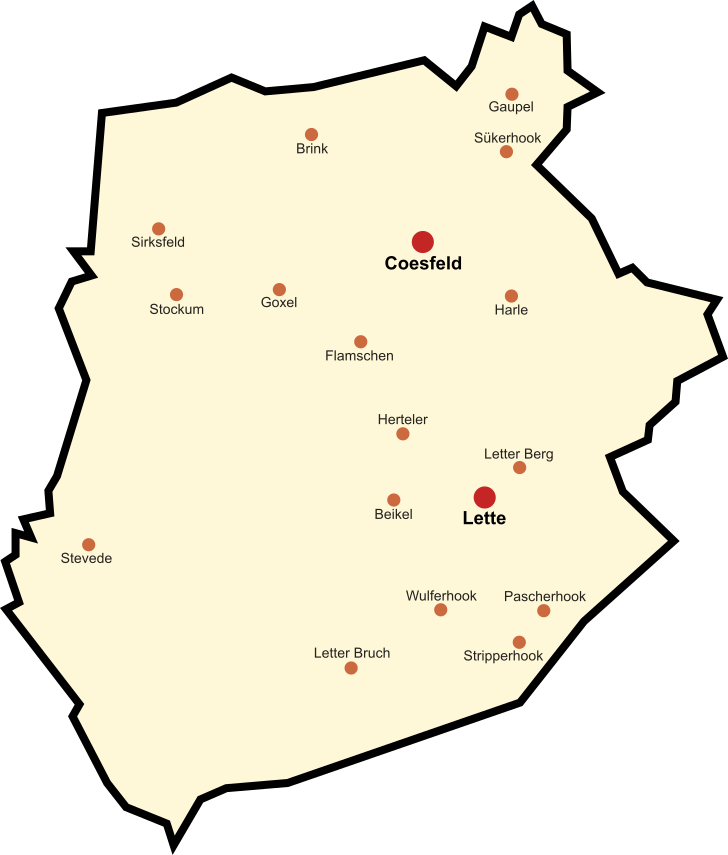
コースフェルト地区・集落図。やや大きな赤丸が地区の中心地である。

コールフェルトは、北から時計回りに、ローゼンダール、ビラーベック、ノットゥルン、デュルメン（以上、いずれもコースフェルト郡）、レーケン、ゲッシャー（ともにボルケン郡）と境を接している。

### 市の構成
自治体コースフェルト市は、コースフェルト地区とレッテ地区からなる。
コースフェルトには都会風の中心街や付随する商工業地区の他に、農業集落のゴクセル（連邦道525号線沿いの同名の集落を含む）、ガウペル、ジューカーホーク、ハルレ、フラムシェン、シュテヴェーデ、シュトックム、ジルクスフェルトが含まれる。コースフェルトの北、ホルトヴィックを経由してアーハウスへ向かう連邦道474号線の東側に住宅地区ブリンク集落がある。
コースフェルトの南に位置するレッテ地区は、ミュンスター/ハム法を伴うノルトライン＝ヴェストファーレン州の自治体再編により1975年1月1日にコースフェルトに合併した。レッテ地区には農業集落のレッター・ベルク、パッシャーホーク、シュトリッパーホーク、ヴルファーホーク、バイケル、レッター・ブルーフ、ヘルテターが含まれる。

## 歴史

### 地名
元々は Kô-isa-feld、すなわち「牛の川沿いの野原」を意味すると推測されている。

### コースフェルト村
コースフェルトの最初の文献記録は、アルトフリートによる聖リウドガー（初代ミュンスター司教で同司教区の守護聖人）の年代記である。それによれば、彼はヴェルデン修道院からミュンスターへ向かう途上、亡くなる809年3月26日の前夜にコースフェルトの聖ランベルティ教会に滞在した。
1032年に貴族の女性ライモディス（またはリヒモディス）が他の6人の女性とともに、ヴァルラー教区（現存しない）を創設した。文献によれば、教区に隣接する農村の他にコースフェルトの農村であるHanum（ハルレ）、Mottenhem、Goplo（ガウペル）、Surwick、Honbruggen、Hildiwick、Nordinchuson の54戸がこの教区に属した。
ヴァルラー修道院の第2代院長であったハインリヒ（・フォン・コースフェルト）は、ベルケル川の北にあるコースフェルト村をヴァルラー修道院に遺贈した。この修道院は、彼の親族にあたるゴットフリート・フォン・カッペンベルクとオットー・フォン・カッペンベルクがノルベルト・フォン・クサンテンとともにアウグスティヌスの戒律に基づきプレモントレ会修道院として創設したものであった。コースフェルトは、ヴァルラー修道院に使用料を支払って宅地を得た自由身分の住民が入植することで大きく発展していった。
ベルケル川の南岸にヤーコビ教会を新たに建設することでミュンスター司教は境を接するヴァルラー修道院領に一定の権利を主張することができたが、村の2つの教会区はヴァルラー修道院が運営していた。ヴァルラーの首席司祭は大執事の職責として宗教上の教会裁判を行い、貴族のホルトマール家が（ヴァルラーの委託を受けて）コースフェルトのヴィクボルト（小都市運営共同体）に対する世俗の代官権を行使した。

### 農村部
ガウペルは、コースフェルトの東、ベルケル川の畔にあった Gaplon という集落がこれにあたる。他にコーニングゼル、ヘムブルギオン、ズートヴィック、ボルデンシュトック、ルトヴィック、モットンヘム、ニーヘムといった中世の集落が11世紀以降の文献に記録されている。
ハルレは12世紀に初めて文献に登場する。この農業集落にはハルレ・アム・ホーニヒバッハ、カルクスベック、拡張集落のホルトフーゼンが含まれる。
シュテフェーデは、古くから文献に記録されている。Stenuuidi あるいは Stenuuida はその古い表記で、フランツ・ダルペによればこれは「石が散らばった牧草地」を意味する。799年10月9日、初代ミュンスター司教であるヴェルデン修道院長リウドガーは貴族のマルクハルトとロートハルトからシュタイヴィーダの森の遺領（農場）の一部を受け取った。それは間違いなく、カール大帝時代に建設されたホーフ・ヴォルフェルトである。この農場はヴェルデンから直接管理されたのではなく、ヴェルデン修道院長はミュンスター司教座参事会にレーエンとして授け、リューディングハウゼン家が管理した。1803年の世俗化（この時90の農場や家屋がリューディングハウゼン家に属していた）によって、リューディングハウゼン家を介してのホーフ・ヴォルフェルトとヴェルデン修道院との数世紀に及ぶ関係が終焉した。領主は後のザルム＝ホルストマール侯となった。Huninghove、現在のシュルツェ・ヒュインクは、930年に初めてヴェルデンの資財台帳に記録されており、その後1252年頃に司教領アムト・ビラーベックの収入台帳にも記載されている。1311年に貴族ヨハン・フォン・アーハウスの荘園がマリエンボルン修道院に売却された。
シュテフェーデのそれ以外の荘園もかなり古い。シュルツェ・ヒラートは早くも1151年に文献に記述されている。この年にミュンスター司教ヴェルナーが Curia stenwide からの収入を得る権利をアスベック修道院に与えた。この収益権が1848年に撤廃されるまでシュルツェ・ヒラート荘園に課されていたことから、この荘園が元は「stenwide」農園であり、これが農場集落の由来になったと考えられる。1326年2月3日にシュタインフルトの貴族ルドルフは「フレーゼラー」と呼ばれていたヨハンという人物との間で、Bovinkhove（シュルツェ・ベーヴィング）とビラーベックのニーンハウス館とを交換した。この同じ日にフレーゼラーはこの農園をコースフェルトの住民ヨハン・デ・ドスブルクに譲渡した。所有者はコースフェルトのマリエンボルン修道院であった。世俗化後は、後のザルム＝ホルストマール侯が領主となった。

### 都市の創設
ミュンスター司教ヘルマン2世フォン・カッツェンアインボーゲンは、近隣のミュンスターが都市権を得た数年後の1197年にコースフェルトに都市権を授けた。これによりこの新しい街は、議論が絶えなかったコースフェルト近郊ファールラー修道院への帰属関係から解放された。現存する文書の日付は1197年3月12日であり、同年8月に皇帝の承認を得た。こうした新しいステータスは、住民にとって大きな権利拡大につながったと考えられるが、それを明言した史料はない。市場開催権、貨幣鋳造権、徴税権、いくらかの裁判権、市長・議会の選挙権、防衛施設を建設する権利がそれに含まれていた可能性がある。14世紀前半、コースフェルトは、後にシュタットハーゲンと呼ばれることとなる防衛施設（ラントヴェール）で市外の所有地を護っていた。かつて4つあった主要な歳の市のうちウルズラマーケットが現代まで存続しており、さらに火曜日と金曜日に週の市が開かれる。コースフェルトは中世ヴェストファーレンの都市平和やラント平和に関与していた。1244年、シトー会女子修道会のマリエンボルン女子修道院がコースフェルトに移転してきた。中世後期の信仰運動「デヴォティオ・モデルナ」は、1424年/1427年のマリエンブリンク姉妹団の家によってこの街にもたらされた。

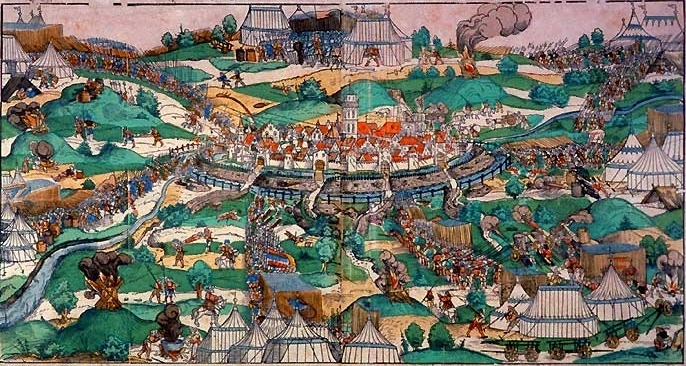
ミュンスターを包囲するフランツ・フォン・ヴァルデック軍

### コースフェルトの再洗礼派
1534年、神権政治的な再洗礼派を支援するためにミュンスターから派遣された数人の使者たちが、当時大部分がプロテスタントであったコースフェルトやその他のミュンスターラントの都市において、短期間ではあるが大きな影響力を持つことに成功した。ミュンスターの指導者ヤン・ファン・ライデン、オランダ出身のヤン・マティアス、イデオロギー的指導者ベルンハルト・ロートマンによって育まれた再洗礼派は、その後ミュンスター市を包囲した司教フランツ・フォン・ヴァルデックの軍勢によって一掃された。

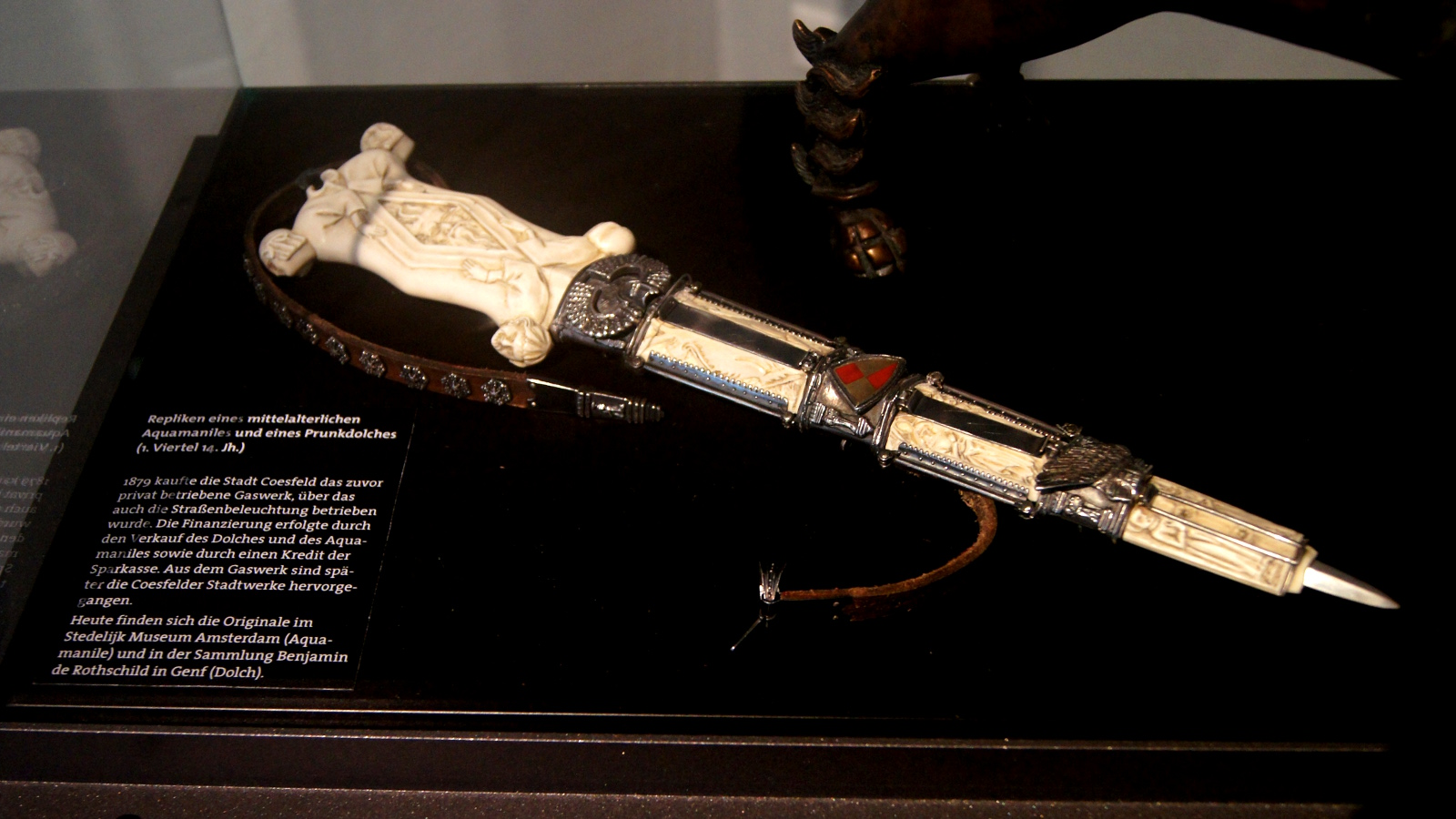
カンプフースの短剣（レプリカ）

### 都市裁判官コルト・カンプフース
コルト・カンプフースは1553年にコースフェルトのシュタットリヒター（都市裁判官）になった。彼が市外にあたるブリンクに住んだことが居住義務に反するとして、市との間で紛争が起こった。1572年にカンプフースはオランダと戦うスペイン王（八十年戦争）のために傭兵を集めた。1572年6月2日、彼は集まった軍勢をコースフェルトの市壁内に進軍させた。この挑発行為に対して、市の支配者層が市の門を閉ざしたため、カンプフースとその家臣たちは壁や堀を越えて逃走した。この結果カンプフースは市民権を剥奪され、市内に入ることもできなくなった。1578年に、おそらく息子のヴィルヘルムが首謀者であった可能性が高い放火が失敗に終わった後、かつての都市裁判官一族は罪を問われた。コルトはボホルト近郊で逮捕され、ラント平和を乱した罪で1578年12月9日に処刑された。ヴィルヘルムは最終的には釈放されたが、数人の関係者は死刑にされた。
いわゆる「カンプフースの短剣」は、約130年間その所在が判らなかったが、2007年にレマン湖の畔に建つプレニー城のバジャマン・ド・ロチルドのコレクションから再発見された。本市は、この美術史上重要な14世紀初めの短剣のレプリカを所蔵している。

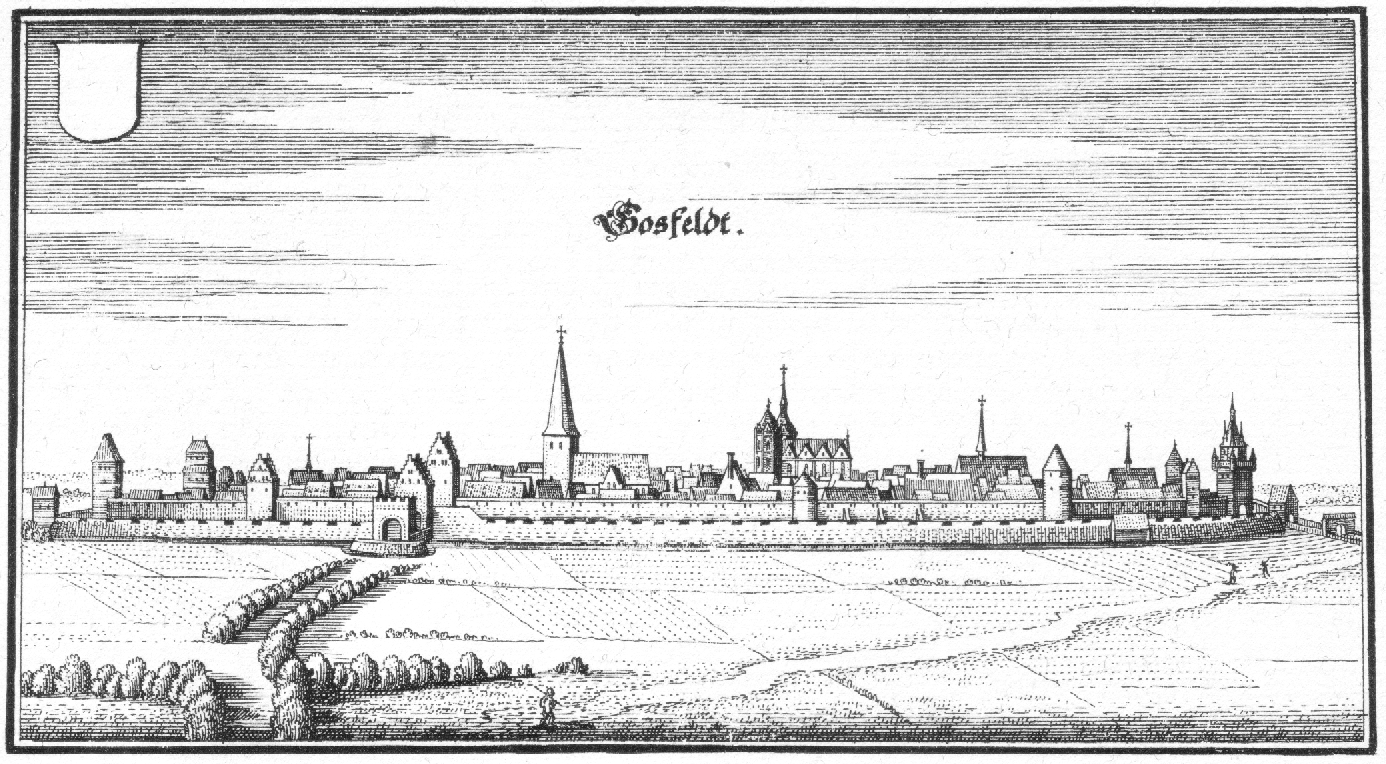
1647年に出版されたマテウス・メーリアンの銅版画に描かれたコースフェルト

### 三十年戦争
三十年戦争の間コースフェルトは何度も、そして長期にわたって敵軍の支配を受けた（カトリック連盟軍。18年間にわたってヘッセン＝カッセル侯に占領された）。ミュンスターラントでは、近隣のオランダとは異なり、ヴェストファーレン条約締結後も中央ヨーロッパにおけるカトリック勢力とプロテスタント勢力との戦いから回復するのに何世代もの時間を要した。特に農業にとって厳しい自然条件（小氷期）の中でそれは一層困難であった。人口は19世紀になってやっと戦前の値を回復した。
再カトリック化や対抗宗教改革に関連して、ミュンスターラントに多くの学校が創設された。ミュンスター司教領主クリストフ・ベルンハルト・フォン・ガーレンは、自由帝国都市を目指すミュンスター市に対抗して、コースフェルトの市壁の外、フィートーア（直訳: 家畜門）前のルドゲルスブルクと呼ばれる城を司教座として拡張した。ルドゲルスブルクはこの司教の死後再び荒廃した。その遺構は現在もオスターヴィッカー通りの両側に見ることができる。「グローサー・クロイツヴェーク（大きな十字架の道）」などガーレンの主導にまで遡ることができる建造物は他にもある。賢い人物であったフォン・ガーレンは、改革に反対というわけではなかったのだが、秩序を保つ最後の砦としてユングゲゼレンシュッツェン（直訳: 独身射撃団）を活用した。これにより彼は傭兵部隊への高額出費を最小限に抑えることができた。独身射撃団は現在も「市民・独身射撃協会コースフェルト e.V.」として存在している。
ガーレンの前任者フェルディナント・フォン・バイエルンは、1627年にコースフェルトにイエズス会のラテン語学校を設立した。現在も存在するギムナジウム・ネポムケヌムである。ガーレンと戻ってきたイエズス会は、戦争によって中断したこの学校の創設を積極的に支援した。
フォン・ガーレンは、コースフェルトが80年以上にわたって行ってきた殺人者に庇護を与えるアジール制度の時代を終わらせた。市立文書館に収蔵されている Protocollum von Dodtslegern（直訳: 殺人に関する記録）には、殺人や故殺の罪に問われているにも関わらず周辺から来た者に庇護を与えられた事例が183件記載されている。ドッツレーガー（庇護を受ける殺害者）は、「半額の市民料」と支払い、市に誓約し、消火用の革バケツを用意することで市民権を得ることすら可能であった。彼らは穀物を市立の製粉所でのみ挽くことが許された。商売を営むことは許されていたが、ツンフトやギルドに入ることはできなかった。

### 経済的衰退
1761年、七年戦争のためにコースフェルトに冬の宿営を構えたスービーズ公の下での、コースフェルト占領が終了した後、コースフェルトは経済的発展の低迷期に入り、多くの市民がこの街を去り、ほとんどの家が空き家となり、都市防衛施設は取り壊された。

### ナポレオン時代
1802年、対仏大同盟に伴い、ミュンスター市とミュンスター司教領の大部分がプロイセン軍によって占領された。ミュンスター司教領は消滅した。アムト・ホルストマールは帝国代表者会議主要決議に基づき、1803年にフランスに割譲されたライン左岸地区の代償として、帝国直轄でプロテスタントのザルム＝グルムバッハ伯（ライン伯家の末裔）の支配下に入った。この貴族家はこれよりゼルム＝ホルストマール伯を名乗り、コースフェルトとホルストマールとの間にあるヴァルラー城を拠点とした。ライン伯家は（現在まで論争は続いているが）こうしてすべての教会領を支配下に収めた。ライン同盟規約に基づきザルム＝ホルストマール伯領は1806年に神聖ローマ帝国から離脱したドイツ諸侯からなるベルク大公国の一部となった。1810年にフランスは、大陸封鎖を強化するためにこの地域を併合した。コースフェルトは1813年に、フランスが撤退した後のミュンスターラントの暫定的運営を付託されたプロイセンのヴェーザー＝ライン間総督府の管理下に置かれた。

### プロイセン
ウィーン会議での決定に基づき1815年にコースフェルトはプロイセンの一部となり、ヴェストファーレン州に編入された。ザルム＝ホルストマール伯は、1816年にプロイセン王国の諸侯となり侯爵に昇格した。オットー・ノイミュラーは1928年に「大国の利点」として特に低調だった学校制度が好転したことを挙げている。コースフェルトは郡庁所在都市となり、シュタット（都市部）とキルヒシュピール（周縁部）に行政上分離された。改革派とルター派が混在し、後に統合されたプロイセンだが、以前にカトリックのシレジアを取り込んでいた事から、異なる宗教を信仰する広い領土を運営する経験がすでにあった。

### 工業化
工業化の初期にコースフェルトでは数多くの企業が設立された。繊維業、製紙業、皮革業が機械製造業や鉄鋳造への道を拡げていった。鉄道建設後、コースフェルトは2つの路線の結節点となった。特に幹線道路沿いでは、産業活動の拡大が第一次世界大戦まで続いた。

### 20世紀
「水晶の夜」の3年後、地元の人や外部からの加害者によるコースフェルトのユダヤ人住民の強制連行や殺害が起こり、この街の歴史の最悪の一頁となった。そのプロセスは「躓きの石のドキュメントに記載されている。1941年秋までコースフェルトに留まっていたすべてのユダヤ人たちはクプファー通り10番地にあったユダヤ人アイヒェンヴァルト家の住居兼事務所に強制的に移動させられた。1941年12月初めには、ここに20人以上が窮屈な生活を送り、人権を奪われ、孤立していた。生活必需品は1週間に1度数時間だけ、指定された3店舗においてのみ購入することができた。空襲の間も、近くにあるギムナジウム・ネポムケヌムのような避難所に行くことは許されなかった。1941年9月から公の場では、いわゆる「ユダヤの星」を着けなければならなかった。1941年12月10日の早朝、19人のユダヤ人コースフェルト住民がシュロスパルク（城館公園）に集められた。そこから貨物車でミュンスターの駅近くの集合場所ゲルトルーデンホーフに運ばれた。1941年12月13日、列車はオスナブリュックやビーレフェルトを経由してさらに何百人ものユダヤ人を乗せ、リガのシュキロタヴァ駅へ向かい、1941年12月16日の夜に到着したが、一晩中列車の中で凍るような寒さに耐えなければならなかった。生存者によれば、彼らは鞭と怒号の中で列車から降ろされ、ゲットーまで約 8 km を歩かなければならなかった。それ以前、その「モスカウアー・フォアシュタット」地区には25,000人から30,000人のラトビア系ユダヤ人が住んでいたが、ドイツ帝国から新たに送り込まれたユダヤ人のために家を追い出され、殺害された。追放者の履歴は、リガでは失われてしまった。シュロスホーフで撮影された写真に写った人物で生き延びたのは1人だけであった。これにより446年にわたるコースフェルトのユダヤ人コミュニティは（一旦）消滅した。
第二次世界大戦中、コースフェルトの旧中心街は大半が破壊された。最初の大規模な空襲は、1943年10月10日のアメリカ空軍による誤った爆撃で、本当の目的はミュンスターであった。最大の破壊は戦争末期、1945年3月21日から24日に行われた。1945年3月21日だけで、侵攻とミュンスターラント解放の開始に伴って英米軍により約1万発の炸裂弾と4万9千発の焼夷弾がコースフェルトに投下され、内市街を廃墟に変えた。1945年3月30日の聖金曜日にコースフェルトは、バーナード・モントゴメリー陸軍元帥が率いる英米軍の侵攻により、大きな抵抗なく占領された。この部隊は数日前の1945年3月23日にプランダー作戦に伴いエンメリヒとヴェーゼルとの間のライン川沿い地域を占領したばかりであった。
1946年春にこの街は酷い洪水に襲われ、まだ破壊されたままの街の大部分が水没した。リープフラウエンブルクの城館の敷地に通された道路などの一部は自動車向けの戦後復興により、スプロール化の兆しを伴いながら広範な区画が中心部の都市構造に統合され、その後数十年間にわたって繁栄した。1969年7月1日、それまで独立しており、市の外側に位置していたキルヒシュピール・コースフェルトを併合した。キルヒシュピール・コースフェルトは、1931年のプロイセンの都市改革法によって1837年以降シュタット・コースフェルト（コースフェルト市）と分離されていた。これによりコースフェルトの人口は、22,039人から 26,528人に増加した。1975年1月1日に発効した郡の新設により、コースフェルトは郡庁所在地となった。旧自治体のレッテおよびビラーベックやダルプからの小地区が合併した。コースフェルト市やその周辺の郡は、1970年代のヴェストファーレン繊維危機を新たな中小企業を誘致することで乗り切った。1997年にコースフェルトは市の建設800周年を祝った。

## 行政

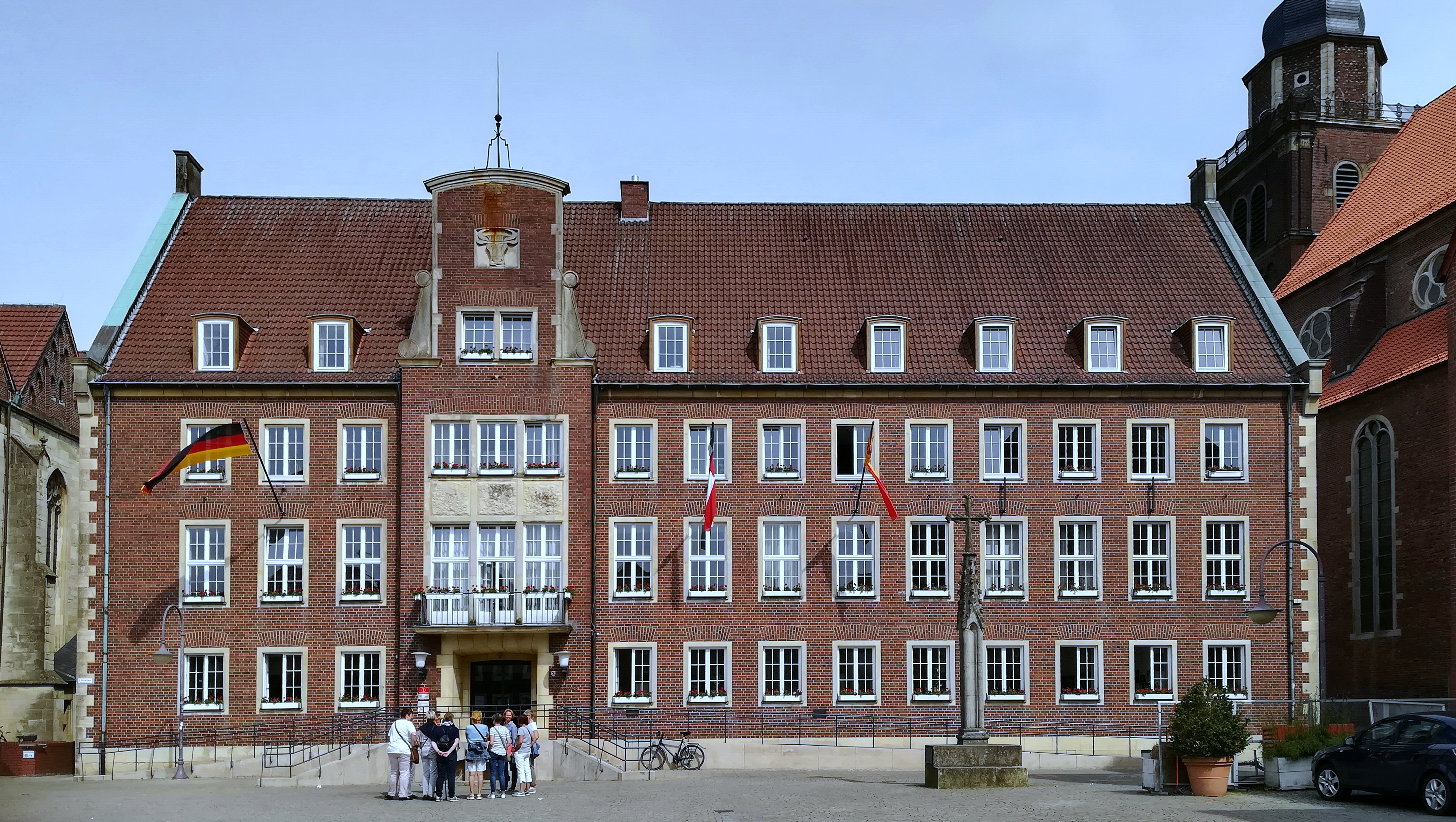
コースフェルト市庁舎

### 首長
2020年9月に無所属のエリーゼ・ディークマンが、同盟90/緑の党、SPD、選挙グループの Pro Coesfeld および Aktiv für Coesfeld 推薦の候補としてコースフェルトの市長に当選した。彼女は、2003年から市長を務め2020年の選挙には立候補しなかったハインツ・エーマン (CDU) から2020年11月1日に市長職を引き継いだ。

### 議会
コースフェルトの市議会は46議席からなる。

### 行政史
13世紀後半まで、現代の意味での市議会は存在しておらず、街の最高権力者はリヒター（Richter、判事）とシェッフェン（Schöffen、陪審裁判官）である。彼らは市の創設当初は単独で、後には彼らを上位者としながらラーツマン（補助的立場の者）とともに統治を行った。ある家屋に関する1316年の文書には、判事ヨハン・ヴレゼラー、上級陪審裁判官 (magistri scabinorum) としてハインリヒ・ブローメとヨルダヌス・フォン・グラハトの2名、さらに通常の陪審裁判官 (scabinis ibi commorantibus) として8名の名前が記録されている。この文書の末尾には、「上記を確認するために、我々議員は本文書に市の印章を押印した」と書かれている。14世紀初めになると、陪審裁判官の他に評議員 (consules) を含む市議会の制度が成立した。評議員は、1287年に初めて記録された際には陪審裁判官の下位に位置づけられていたが、次第に補助的立場から離れ、財産問題や（現代的な言葉で言えば）社会福祉的事項を主に扱うようになった。

### 紋章と印章
図柄: 金地に赤い牛の頭部。牛には金の鼻革と額革が装着されており、銀-黒の目を持つ。
最も古いコースフェルトの印章、元のハウプトジーゲル（Hauptsiegel、本印）は、ランベルトゥスの印章である。この印章は1246年に用いられたことが証明されている。直径は 8 cm である。2本の教会塔に挟まれた破風の下に、司教姿の聖ランベルトゥスが描かれたものである（この街のランベルティ教会はかつて2本の塔を有していた）。その周囲には "+ SANCTVS. LAMBERTVS. DE. CVESVELDE +"という文言が記されている。この印鑑は市立文書館に収蔵されている。
コースフェルトでは本印の他に小さなゼクレトジーゲル（Sekretsiegel、副印）と呼ばれる印章も使われていた。元々は本印の裏面に捺されたものであった。この印には牛の頭部が描かれていた。牛の頭部を描いた副印は1292年から存在が証明されている。この印章から、18世紀まで用いられた牛の頭部の市印に発展した。"+ SECRETVM. BVRGENSIVM. DE. COSVELDE. +"の文言が周囲に記されている。この副印から市の紋章デザインが創られた。コースフェルトの牛の紋章の使用例は、1497年から18世紀になるまで途切れることなく知られている。

### 旗
コースフェルト市の旗は、赤-金（黄色）である。旗の上半分に紋章が描かれている。

### 姉妹都市
- デ・ビルト（オランダ語版、英語版）（オランダ、ユトレヒト州）1977年[25]

また、レッテ地区は1968年に以下の町と姉妹自治体協定を結んでいる。
- プレルゲ（フランス語版、英語版）（フランス、イル＝エ＝ヴィレーヌ県）[26]

## 文化と見どころ

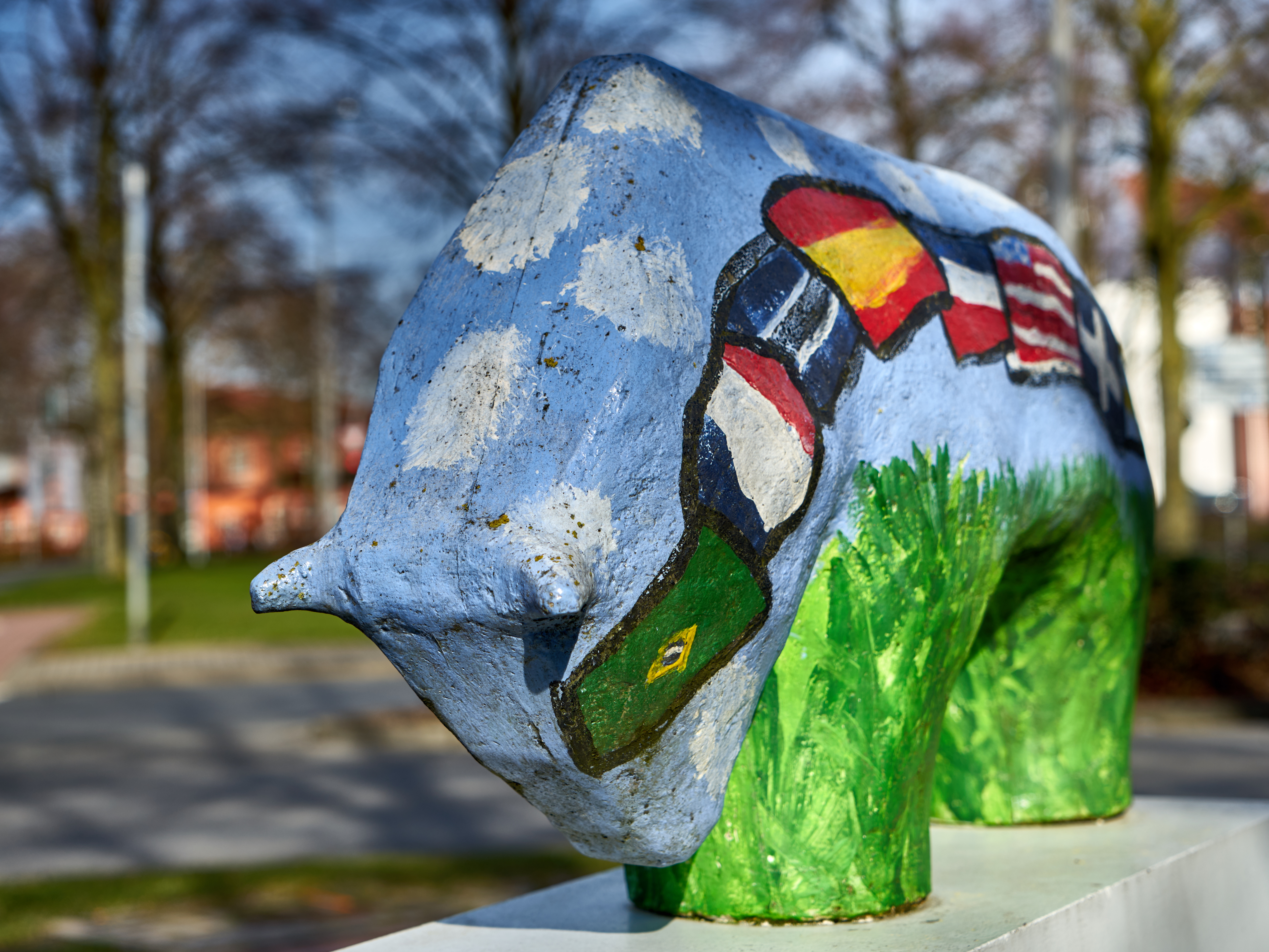
フィー通りの牛の像「グローベ・トロッター」

### 見どころ
コースフェルトには多くの見どころや文化財、公共スペースの現代アートが揃っている。さらにミュンスターラント芸術協会は、市の紋章にちなんで、全部で14体の牛の像（2024年8月現在）を市内の歴史的に興味深い場所に展示している。これらの像は、クロスターマン社で鋳造され、生徒のグループや社会福祉施設ハウス・ハレの人々が共同で制作した。これらの牛の像をたどって市内を巡る「牛ツアー」と呼ばれる市内観光ツアーがある。

### 建築

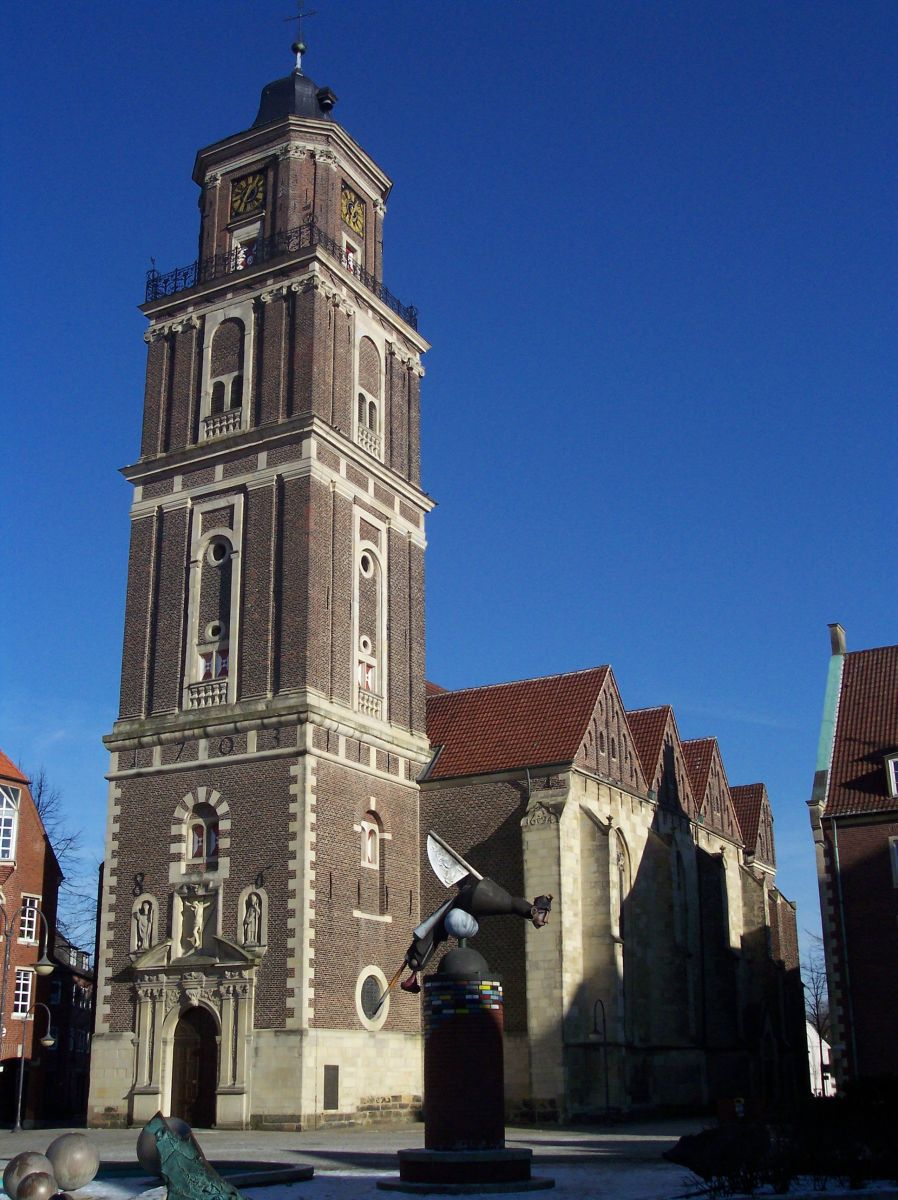
聖ランベルティ教会

#### 宗教建築
コースフェルトは、ミュンスターラントの広い地域がそうであるように、ローマ＝カトリックが主流である。1987年の人口調査では、住民の約 90 % がカトリック信者であった。コースフェルトのマルクト広場にそびえるランベルティ教会は、元はロマネスク教会であったが、後にゴシック様式のハレンキルヒェに拡張された。この教会は聖ランベルティ教区の教区教会である。この教区は元々は初代ミュンスター司教リウドガーに由来している。元々この教会には入口の左右に2本の塔があった。北側の塔は1635年に、南側の塔は1681年に嵐に耐えられず倒壊した。現在のバロック様式の高さ 68 m の塔は1686年から1703年にゴットフリート・ラウレンツ・ピクトリウスとペーター・ピクトリウス（子）兄弟によって建設された。
ランベルティ教会はドイツ最大のガーベルクロイツ（Y字型の十字架）である「コースフェルトの十字架」への巡礼の目的地である。十字架を担いでの大行列は、聖霊降臨祭後の火曜日ではなく、十字架称賛祝日（9月14日）後の労働のない日曜日に行われる。聖霊降臨祭の火曜日に行うという伝統は、1652年に司教領主クリストフ・ベルンハルト・フォン・ガーレンによって始められたものであった。これは遠方から来る巡礼者たちが日曜日（つまり聖霊降臨祭当日）から出発するのは重要な祝日の過ごし方としてふさわしくないと考え、これを避けるための配慮であった。この伝統的な十字架行列は約 2 km を行進する。1652年から始まった十字架の小行列は、聖霊降臨祭の月曜日に市の中心部を行進する。これは、三十年戦争後のこの年に起こった（この街を占領していた）ヘッセン人の追放を記念している。この行列は「ヘッセン・ウートヤハト（ヘッセンの嘲弄）」とも呼ばれている。それは、かつてヘッセン兵たちが教会から持ち出した十字架を使って、士官たちを喜ばせようとふざけた行いをしたことに由来する。十字架行列は1312年から行われていたことが証明されている。コースフェルトはミュンスター司教区で最も古い十字架巡礼地の一つである。十字架に対する崇拝は何世紀にもわたって続いている。

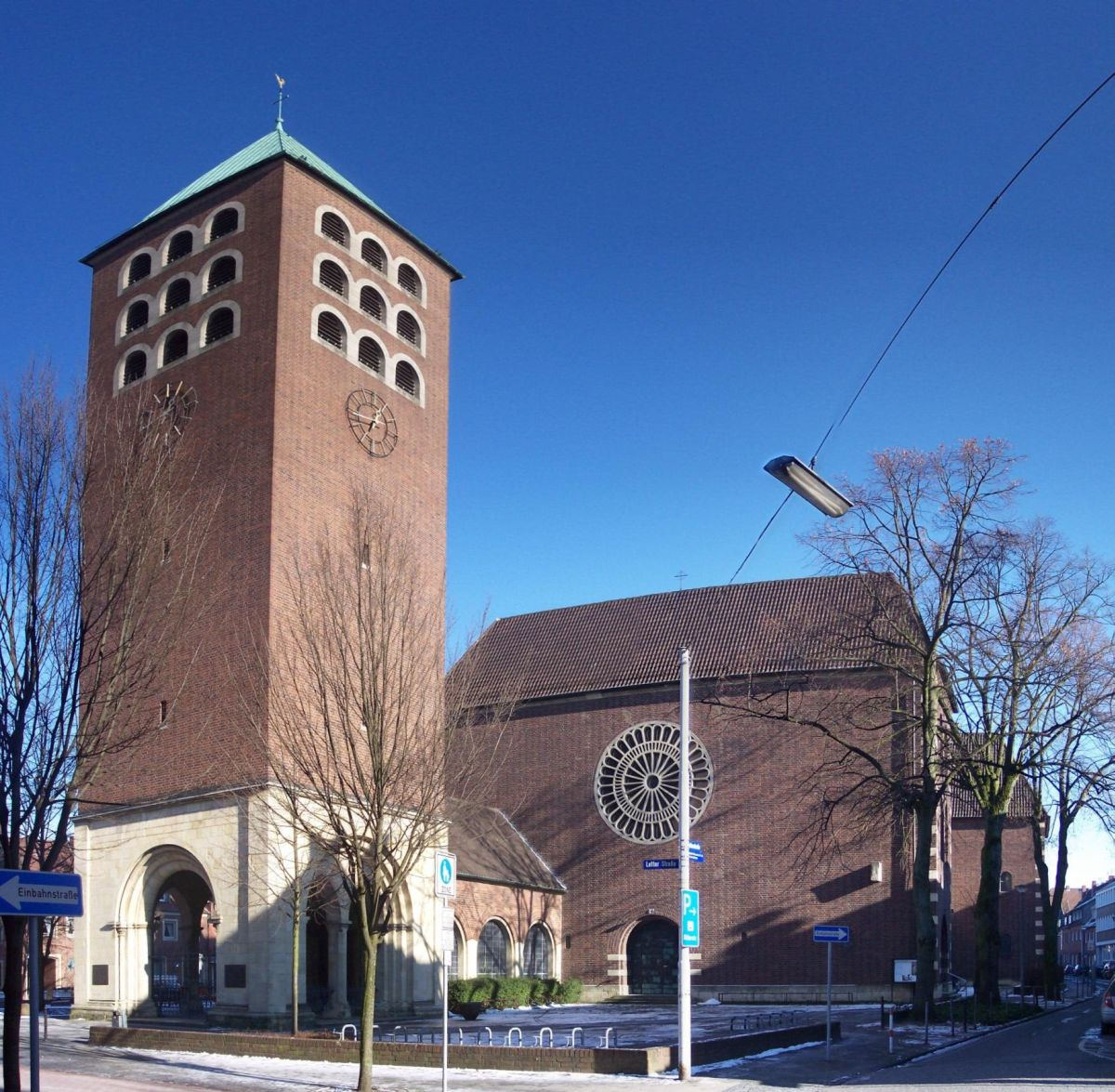
聖ヤーコビ教会

大部分が1197年の都市権授与の時代に建設されたヤーコビ教会は、15世紀に拡張され、1940年代初めに修復がなされたが、第二次世界大戦中の1945年3月21日に炸裂弾によって完全に破壊された。塔の瓦礫の下からイエズス会士の助任司祭ハインリヒ・ヴュンシュ神父が亡くなっているのが発見された。塔の入口部分だけが戦後オリジナルに忠実に復元され、教会は1950年代に近代建築で再建された。この教会は中世には、ヤコブの巡礼者たちの重要な集合地点であった。
イエズス教会は建築家アントン・ヒュルゼの作品であり、価値の高い、豊かな彫刻が施されたバロック祭壇を有していたが、1945年3月21日に完全に焼失し、その後再建された。
ヴェーバー通り7番地の旧シナゴーグは1807年から1810年にバロック様式で建設された。建築構造上、隣のユダヤ人学校と接続していた。現在はその基礎壁の上に管理人宿舎を含む集会所が建っている。シナゴーグは簡素な四角形の建物で、内壁には様式化されたカーテンを持ち、ヘブライ語の聖書のテキストが記されている。ギャラリー席、講壇、演台はネオゴシック様式である。1938年11月9日から10日の「水晶の夜」には隣人がシナゴーグの焼失を防いだ。しかし内部はナチやそのシンパによって完全に破壊された。取り壊された建物は、1938年12月17日に既述の隣人が購入した。1962年に福音主義自由教会（バプテスト）コースフェルトがこのユダヤ教の宗教建築を購入し、コースフェルトの建築家カールマンの指導下で修復した。荒廃した学校の建物は取り壊され、教団センターに建て替えられた。ツヴィルブロック（現在はフレーデンの一部）の修復家イェッターが聖櫃を再建した。一部が遺っていた女性用のギャラリー席も修復された。ノルトライン＝ヴェストファーレン州文化財保護局の補助金によって修復されたこの旧シナゴーグは、1963年以降、自由教会の礼拝センターとして使用されている。

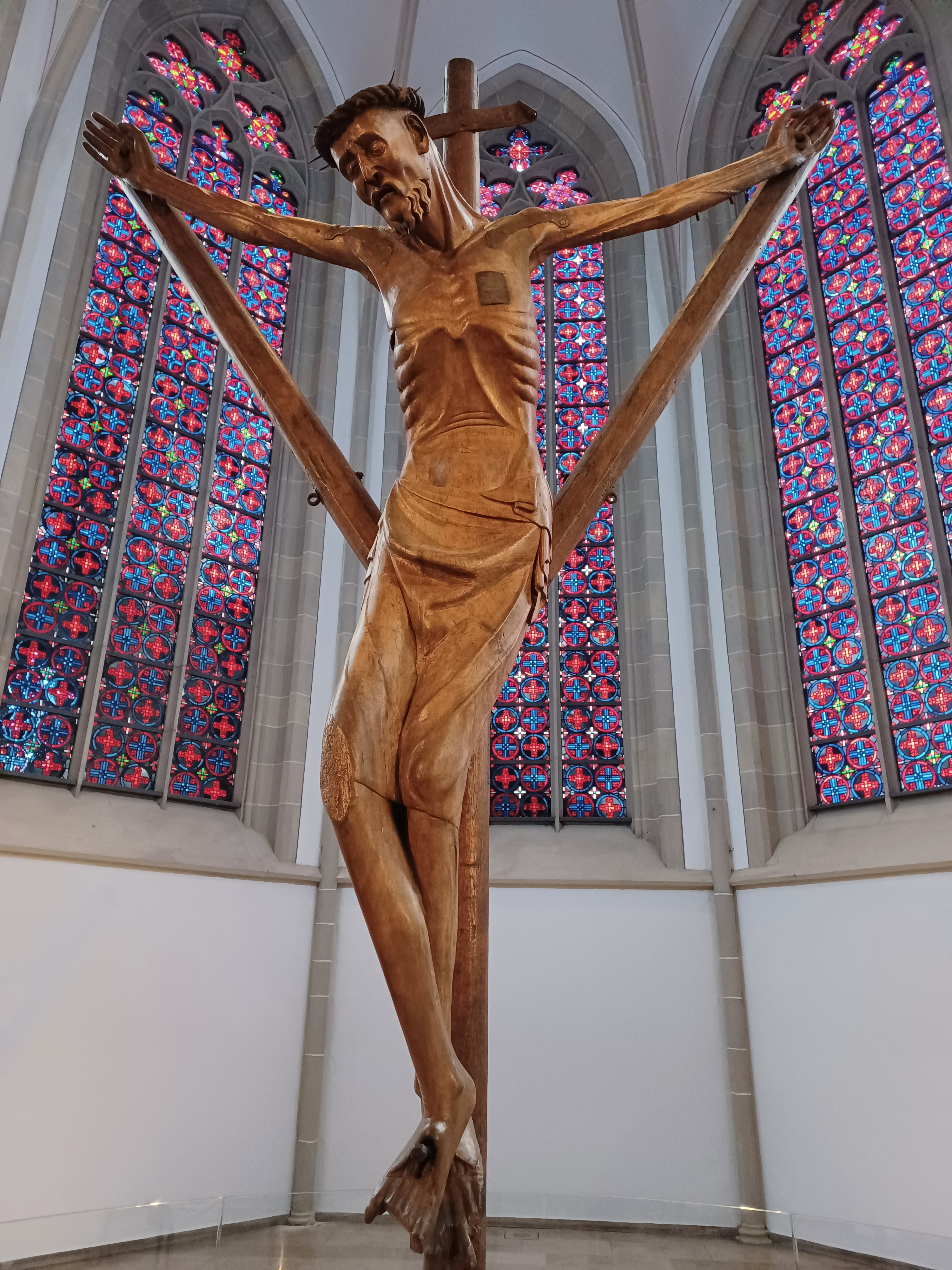
コースフェルトの十字架
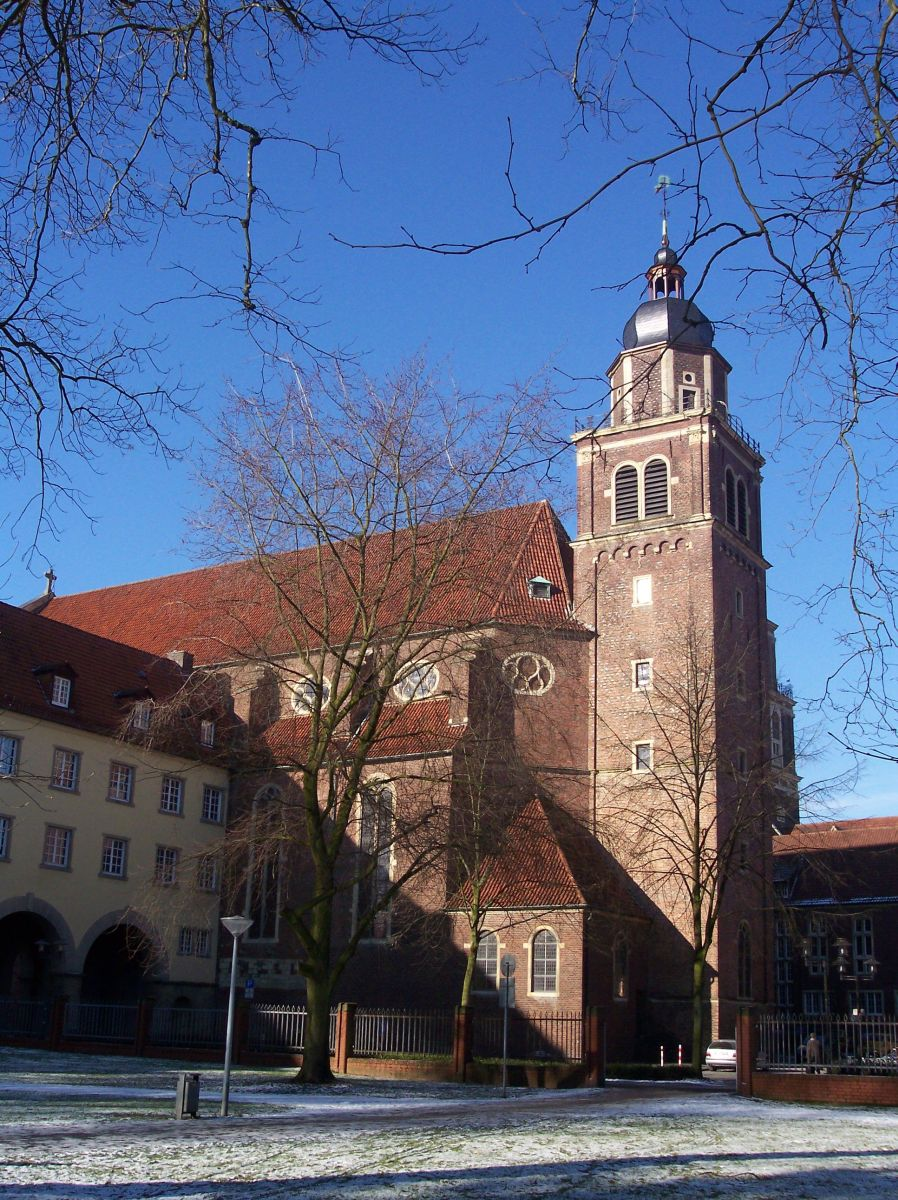
福音主義イエズス教会
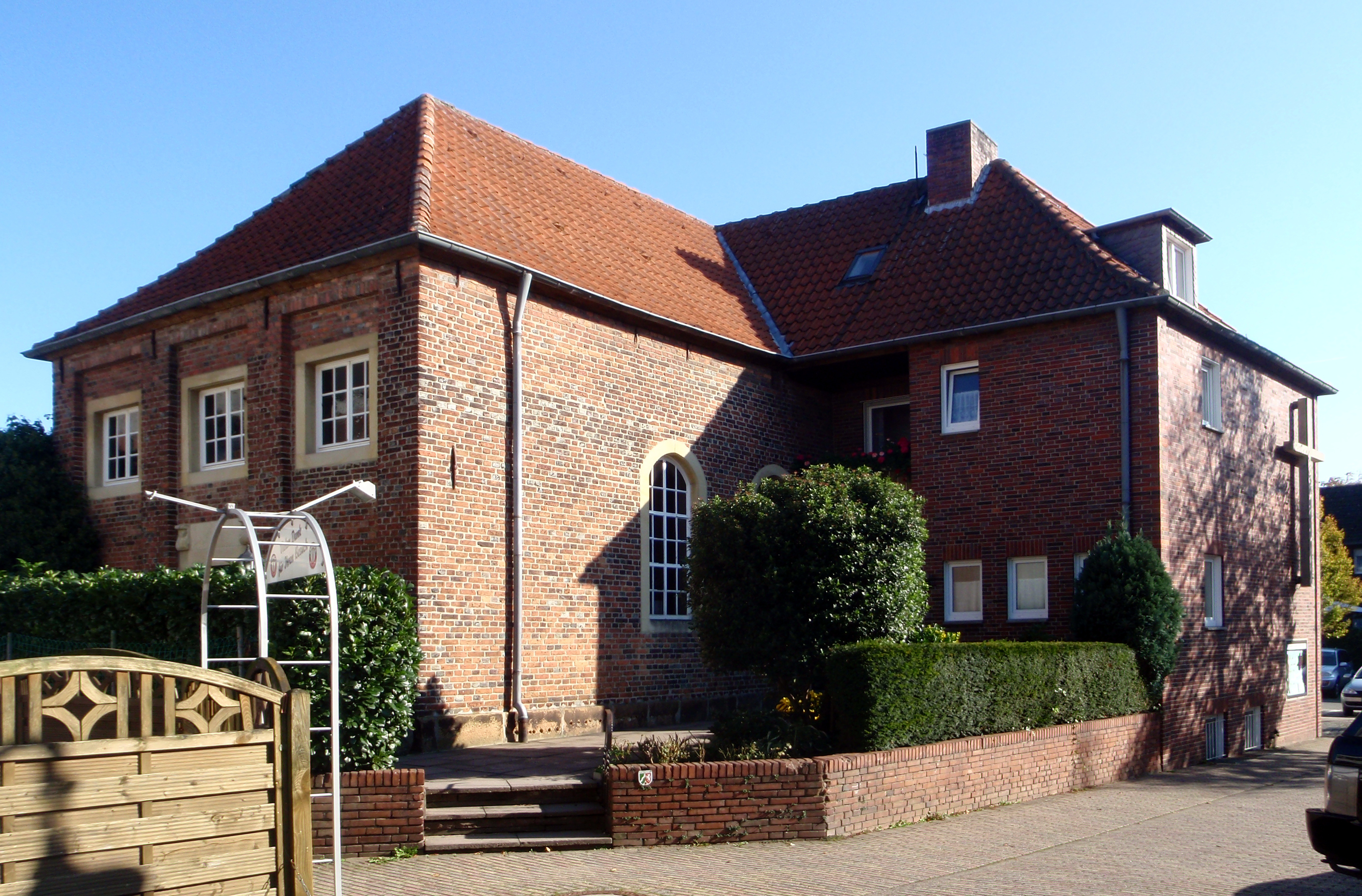
旧シナゴーグ

#### 住宅
古い民家は、第二次世界大戦中の激しい破壊により著しく数を減らした。爆撃を切り抜けた建物も、戦後（一部は1980年代まで）の都市の近代化に伴って取り壊された。その中には重要な建築文化財も含まれていた。たとえば、ジューリング通り40番地、ローゼン通り1番地（1600年頃建造）、ヴァルケンブリュッケン通り29番地の建物などである。リッター通りにあった中世のシュタインヴェルク（石造の貯蔵・防衛・避難用建造物）であるシェンキングホーフは、1945年に大きな損傷を負い、その後簡略な形で再建されたが、1990年に遂に撤去された。
かつてマルクト広場を取り囲んでいた建物はほとんど何も遺っていない。最も古い建物の一つであったマルクト4番地の建物も、1988年に商用建築に建て替えられた。マルクト2番地は元々高い寄棟屋根を戴いた2階建て古典主義様式のレンガ造りの建物であった。1955年にファサードが完全に造り替えられ。1階は商店に改築された。この建物の裏手に古い先行建築のシュタインヴェルクが遺っている。近くにある半切妻屋根のレンガ造りの建物（マルクト3番地）は、アンカープレートにより1744年建築とされているが、中核部分はそれよりも明らかに古い。ライネ出身の建築家アウグスト・ラインキングによって内部が改築された。裏側には17世紀のシュタインヴェルクがあるが、酷い戦争被害を受け、一部だけが再建されている。これはおそらく、かつての市場の薬局の研究室であったと考えられる。

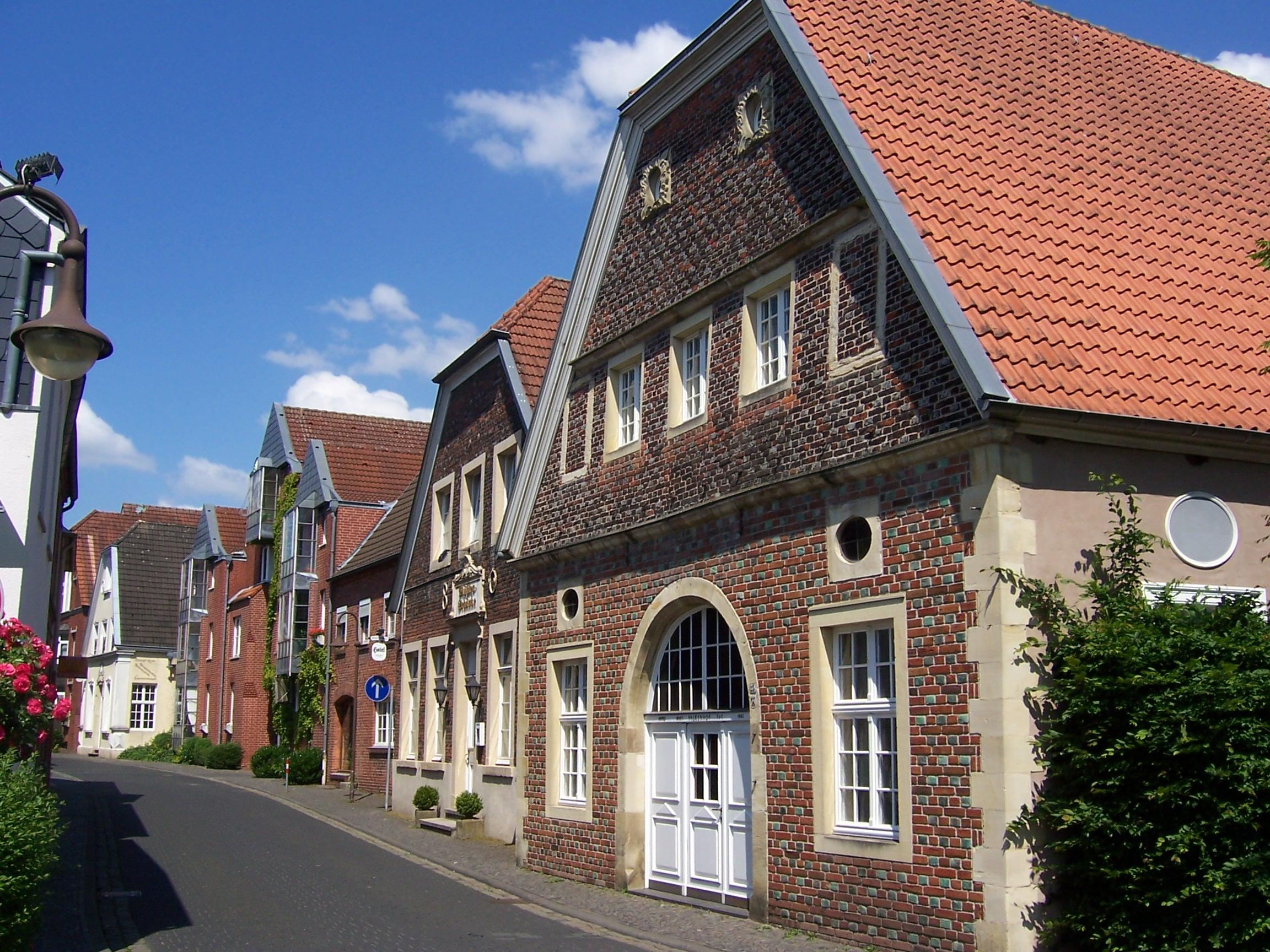
ミューレン通り

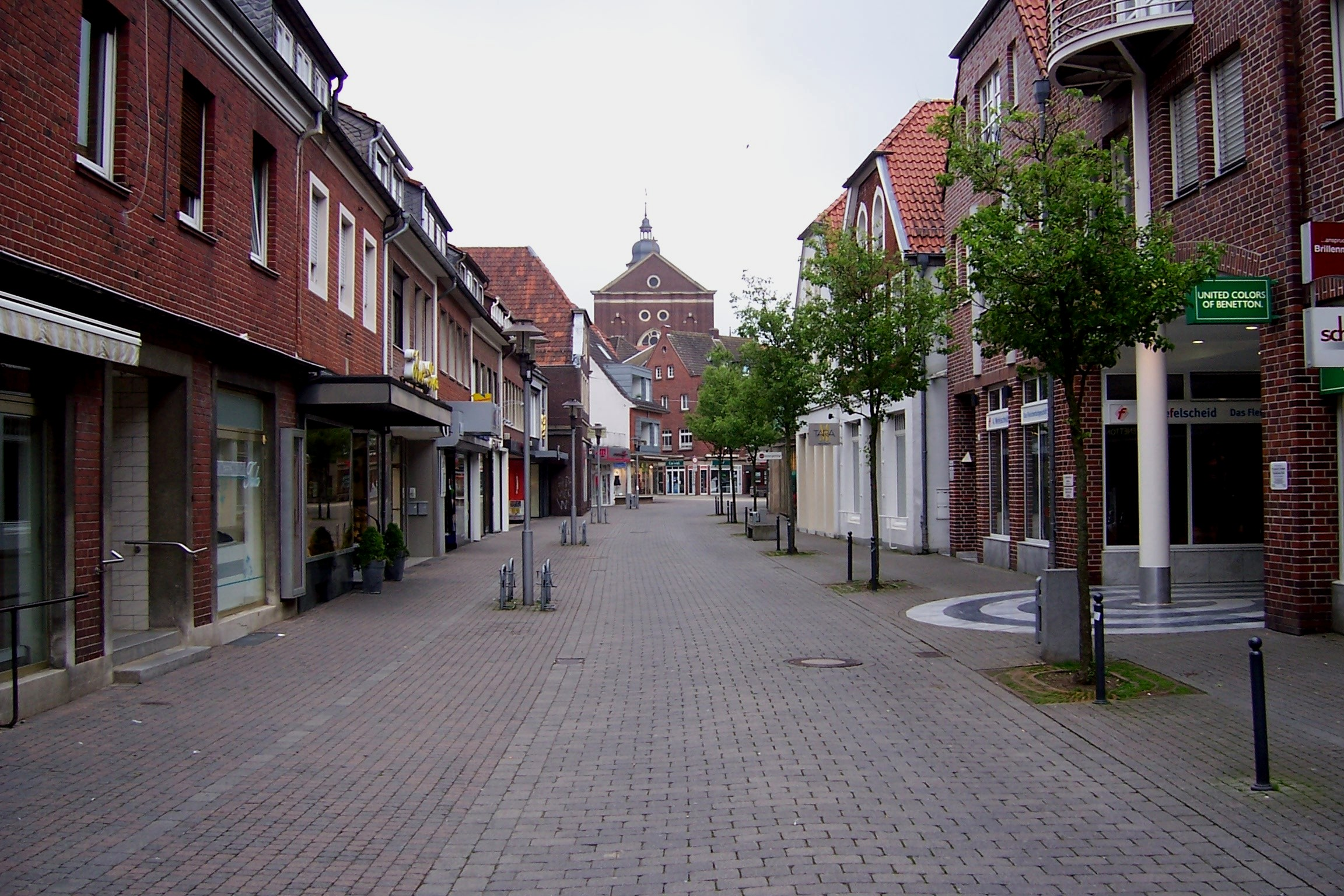
ジューリング通り

ミューレン通りとヴァルケンブリュッケン通りの周辺だけが戦争による破壊をおおむね免れた。ここでは1980年代に大規模な近代化政策が採られたが、文化地区の指定がなされた。このため新しい建物は文化財保護対象となっている古い建物に調和させなければならなかった。しかし現在の新しい建築は、歴史的建造物の棟の高さにまったく合わせようとはしていないことを示している。ミューレン通り3番地の建物は、その文化財的価値をほとんど失った。壁のアンカーに1786年と年号が記されているこの2階建て漆喰塗りの切妻建築は、その中核部は17世紀の木組み建築であった。右手にはマリア像を収めた像龕を戴く門に続く通路があった。この建物は1983年に集合住宅への改築に伴い徹底的に改築され、内部が解体された。これによって断熱材と塗り壁による外壁仕上げがなされ、それによって最後の建築上のディテールが失われた。漆喰と窓に関する文化財保護局との合意は遵守されず、横の門への通路も取り壊された。後者はその後、中にマリア像が組み込まれた新しいものに造り替えられた。1750年頃に建設されたミューレン通り15番地の漆喰塗りレンガ造り切妻屋根の建物（宿屋「イン・デ・ヴィッテ・シュヴァン」）は、ロココ風の装飾が特徴である。やはり宿屋として利用されているミューレン通り23番地の建物（ミューレンシェンケ）は、半切妻屋根の簡素なレンガ造りである。この建物は1803年の記録がある。隣に建つミューレン通り25番地のディーレンハウス（広い土間を持つ建物）は16世紀の木組み建築で、1717年頃に拡張され、レンガ造りのファサードを持つ。内部には1735年に創られた化粧漆喰が施されている。隣のグローセン・フィー通り24番地は1984年まで、1600年頃に建設された2階建てのディーレンハウスで、19世紀にフルールハウス（内部中央に通路のある建物）に改築された建物であった。この建物は火災でほとんど破壊され、その後取り壊された。遺っていたファサードは新しい建物に取り込まれた。ヴァルケンブリュッケン通り4番地には、この街でおそらく最も古い民家が遺されている。現在は助任司祭館として使われているこの平入りの建物の北壁には、隣接していた建物の中世後期の南破風の煙突跡が見られる。これは、おそらく、かつてこの通り沿いに集まっていた聖職者の家の一つであったと考えられる。さらにシュッツェンリング47番地には、おそらく18世紀に建設されたマンサード屋根を戴く2階建ての重厚な建物がある。
ジューリング通り沿いにも古い建造物が遺されている。ジューリング通り9番地の裏にある1789年と記された切妻建築で、ヴォールトの地下室を持つ古いシュタインヴェルクの遺構が見つかった。この建物は隣の建物（7番地）とともに建築複合体を形成している。ジューリング通り41番地は、かつての貴族の屋敷の敷地内、より古い本館（16世紀頃か？）の前に1852年に建てられた平入りの建物である。この古典主義様式のレンガ造りの建物は、角の付柱と錬鉄製のバルコニーが特徴である。

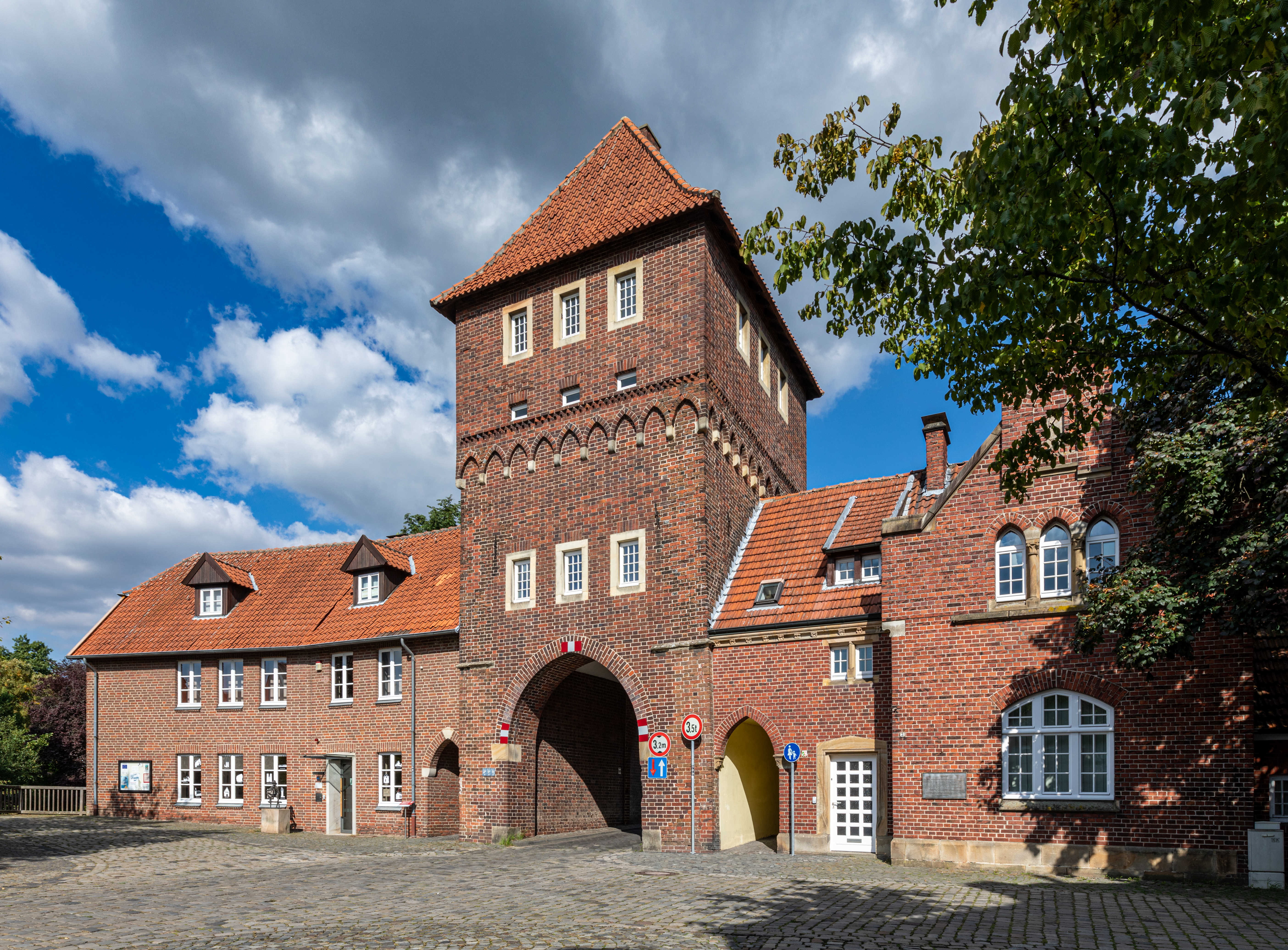
ヴァルケンブリュッケン門

#### その他の建物

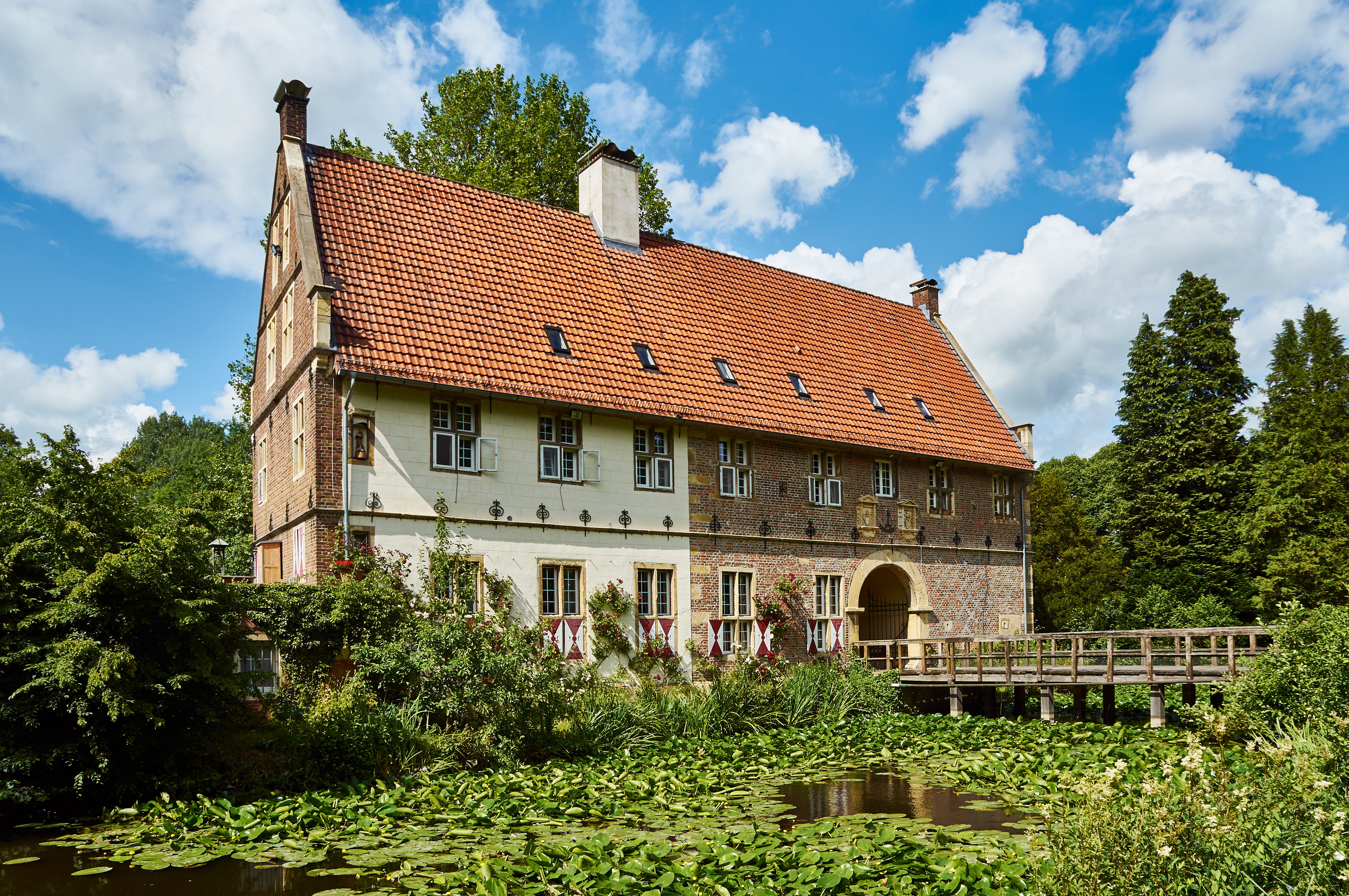
ローブルク館

- 現在は失われた市壁の一部であった中世のヴァルケンブリュッケン門内には現在、市立博物館が入居している。この建物は第二次世界大戦中の爆撃で大きな被害を受け、戦後に再建された。
- ベルケル＝ウムフルトのプルファー塔がヴェルケンブリュッケン門以外で唯一の旧市壁の現存する遺構である。この塔は14世紀に建設され、現在は郷土協会の所在地となっている。
- 1424年に建造された石造りのマルクトクロイツ（市場の十字架）は第二次世界大戦で破壊され、その後新しく造られたものに置き換えられた。
- マルクト沿いのグルートハウスは、1945年に連合国による占領直後に物流上の理由で破壊されるまで市庁舎として使われていた。同じ場所に1984年に新しい建物が建設され、アーケードだけが以前の姿を思い起こさせる。新しい市庁舎は、1955/56年にマルクト広番の東側に建設された。簡素なレンガ造りのその建物は、完全にハイマートシュッツ建築（ドイツ語版、英語版）（直訳: 郷土保護建築）の伝統に則っている。18世紀に設置された市庁舎の鐘は、現在はプルファー塔に設置されている。
- 1598年の銘を持ち、重厚な控え壁を備えたビショフスミューレ（直訳: 司教の水車）のレンガ造りの建物は、12世紀にその中核部が建設された。ホーニヒバッハ川沿いに建つこの水車小屋の寄棟屋根は、全方向に Hängeknaggen（直訳: 吊り腕木）によって支えられ、張り出している。この建物は、2004年夏の水車・風車の日を機に修復がなされ、博物館が設けられた。
- ルドゲルスブルク: 司教領主クリストフ・ベルンハルト・フォン・ガーレン（ドイツ語版、英語版）の下、1654年に大規模な城塞の建設が始まった。外向きには要塞のように防衛的な備えを持つこの施設の内側には、他のミュンスター司教領の建物すべてを凌ぐほど壮麗な宮殿が建設されるはずであった[40]。しかしこの施設は完成しなかった。ガーレンの死後、工事はすぐに中止された。要塞は1688年に取り壊され[7]、現在遺っているのはわずかな遺跡のみである。1656年7月17日に礎石が設置されたペーター・ピクトリウス（父）が設計した楼門の跡の他に、筒型ヴォールトやラヴリンの遺構が遺されている。壁龕や狭間を備えた楼門跡は現在、オスターヴィッカー通り側から市立公園への入口になっている。

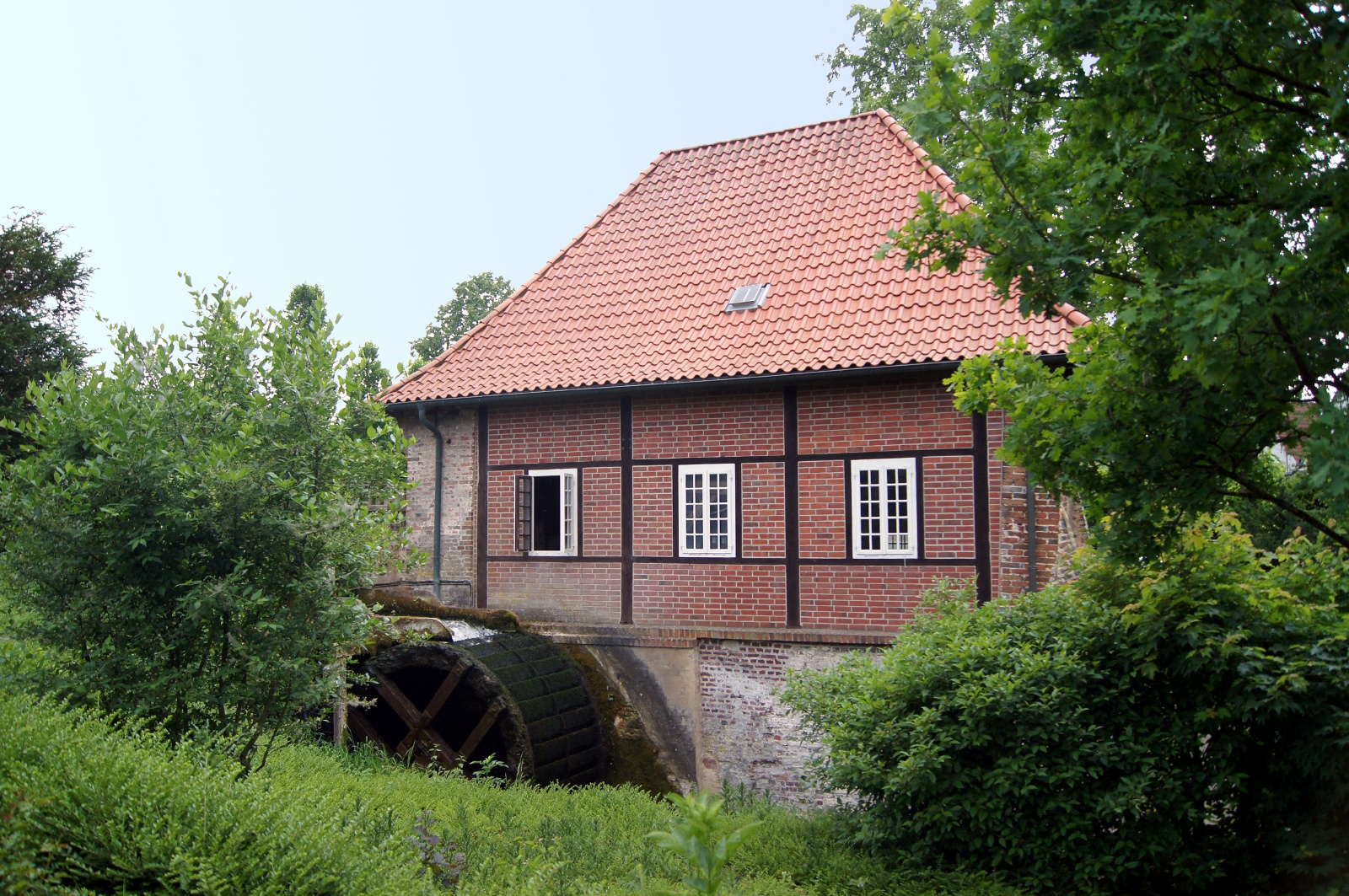
ビショフスミューレ
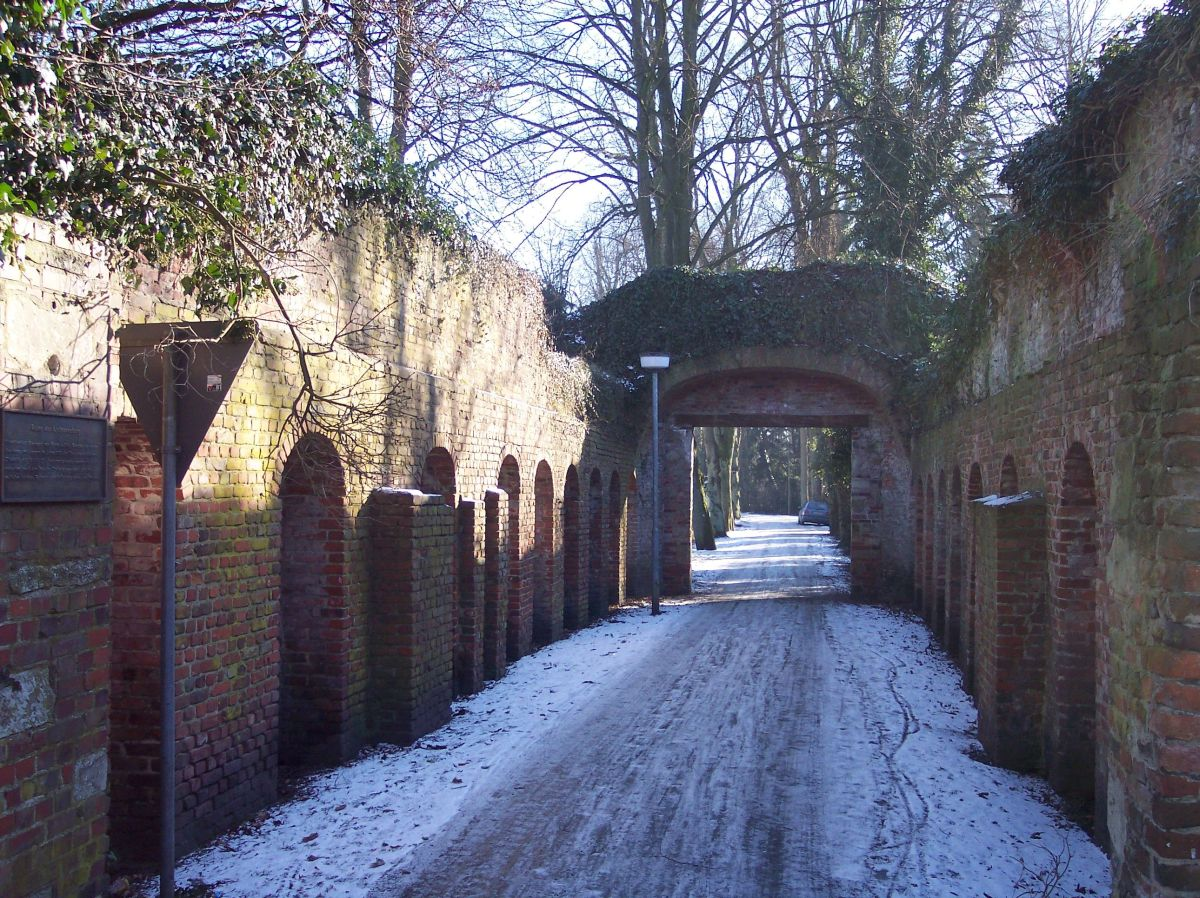
ルドゲルスブルクの遺構

#### 中核市区以外の建物
- ドライリンデンヘーエ。コースフェルダー・ベルクの近くにある、ミュンスターラントを一望する展望台。
- ローブルク館。1945年3月10日の爆撃で破壊され、再建された。
- アンナ・カタリナ・エンメリックの家。神秘主義者で福者のアンナ・カタリナ・エンメリックの生家。この家は農場集落フラムシェン内にある。

### 演劇
農場集落フラムシェンに1951年にコースフェルト野外劇場が創設された。この自然劇場は、同名の団体コースフェルト野外劇場 e.V. によって運営されている。アマチュア演劇やオペレッタの他には主にミュージカルが上演される。この野外劇場はドイツ野外劇場連盟に加盟している。
繊維会社クルト・エルンスティングは、新しいコースフェルト屋内・屋外プールの近くにコンツェルト・テアター・コースフェルトを建設した。この劇場は623席で、2007年4月にオープンした。彼が妻とともに設立した財団が1600万ユーロを出資し、特別な技術による照明や音響効果を備えたこの劇場を運営している。ホールの側壁に設置された開閉式のパネルや、天井に設けられた回転する羽根は、上演の形式に応じて正確なタイミングで調整することが可能で、これにより吸音、遮音、反射といった音響効果を生み出すことができる。これは様々なジャンルの上演が可能なコンサートシアターに必要なものである。ここでは特に、コンサート、演劇、エンターテインメント、バラエティー、ダンスの上演が行われている。このコンツェルト・テアターの目標は、一つは若い芸術家の育成であり、もう一つはヴェストファーレンの人々に多彩な文化イベントを提供できるようにすることである。

### ナハバールシャフテン
コースフェルトや他のミュンスターラント地方の都市に特有のものとして、「Nachbarschaften（ナハバールシャフテン）」と呼ばれる風習がある。これは、それぞれの通りや街角の住民によって構成された町内会に似た形で組織された共同体である。中世から存在しており、地域内のさまざまな社会的課題を自ら直接解決することを目的としている。
この制度は、かつては特に、病気、緊急時、危篤時の対応を目的としていたが、それに加えて防衛機能や統制機能をも有していた。この純粋に民間で組織されたナハバールシャフテンは、公的な行政上の市域区分（実際に1803年まで存在していた「Kluchten（クルフテン）」と呼ばれるもの）と並列に存在していた。現在ナハバールシャフテンは社会交流や風習の保護を行っている。典型的な活動は、結婚式の入口の花飾り、射撃祭や子供射撃祭、クローネンフェスト（冠祭）、ラウレンティウス＝ランタン祭、合同のバス旅行やハイキングなどである。
最も古いナハバールシャフテンの一つが、2000年に425年祭を祝ったヤーコビ教会周辺のシャーフスナハトバールシャフトである。この年号は、1748年に焼失した古い史料に基づく現存する最古の共同体名簿の記述による。シャーフスナハトバールシャフトの最も重要な伝統行事が2年に1度開催される「ナハバールツェーレン」である。これは昔コースフェルト近郊の農場からの賃借料を活きた羊2頭で回収したことに由来する。ただし2008年からは活きた動物の代わりに2棟の羊の像が引き渡されるようになった。
マルクト広場近くのアントニウス小礼拝堂周辺の聖アントニウス＝ナハバールシャフトは、設立325周年および350周年に記念刊行物を出版した。

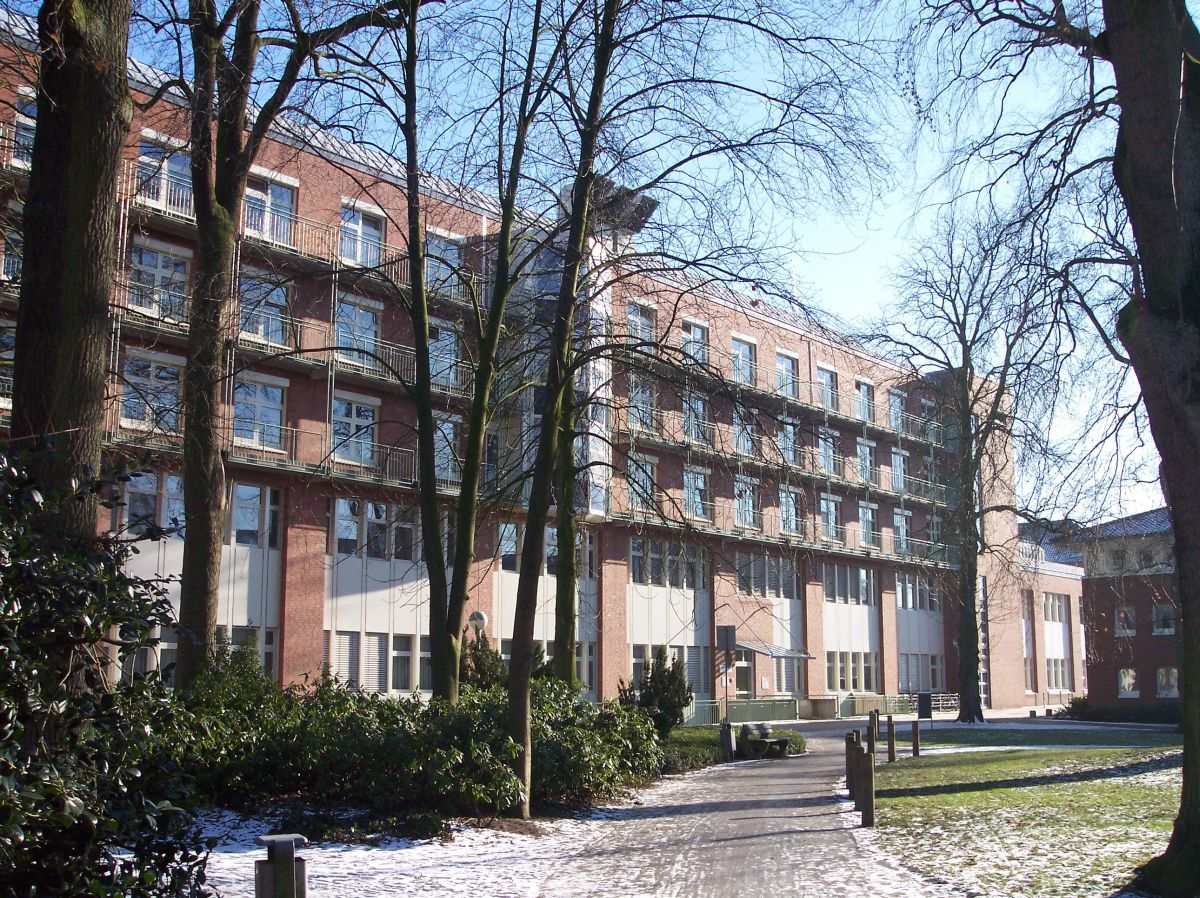
聖ヴィンツェンツ病院

### 医療と救命
聖ヴィンツェンツ病院は、2006年にデュルメンの病院とノットゥルンの病院との連合体であるクリストフォルス＝クリニーケンの一部である。聖ヴィンツェンツ病院は病床数約600床で、外科、小児科（新生児センターを含む）、産婦人科、循環器科がある。
ドイツ連邦技術救助機構 (THW) は、コースフェルトに支部グループを有している。ここには、第1、第2救助隊からなる技術部隊とインフラ専門部隊が配置されている。
ドイツ赤十字 (DRK) の救急監視所には救急車や救急医専用車が24時間常駐しており、日中は患者搬送車と救急車がもう1台待機している。DRK コースフェルト支部は、住民保護のためのボランティア組織を編成している。コースフェルトには、DRKコースフェルト01出動部隊支援グループのための人員（および少量の資材）が配備されている一方、その出動部隊のための指揮官も配置されている。さらに地元支部は、要請に応じて救急サービスや救急車を伴う出動部隊の衛星班を支援している。

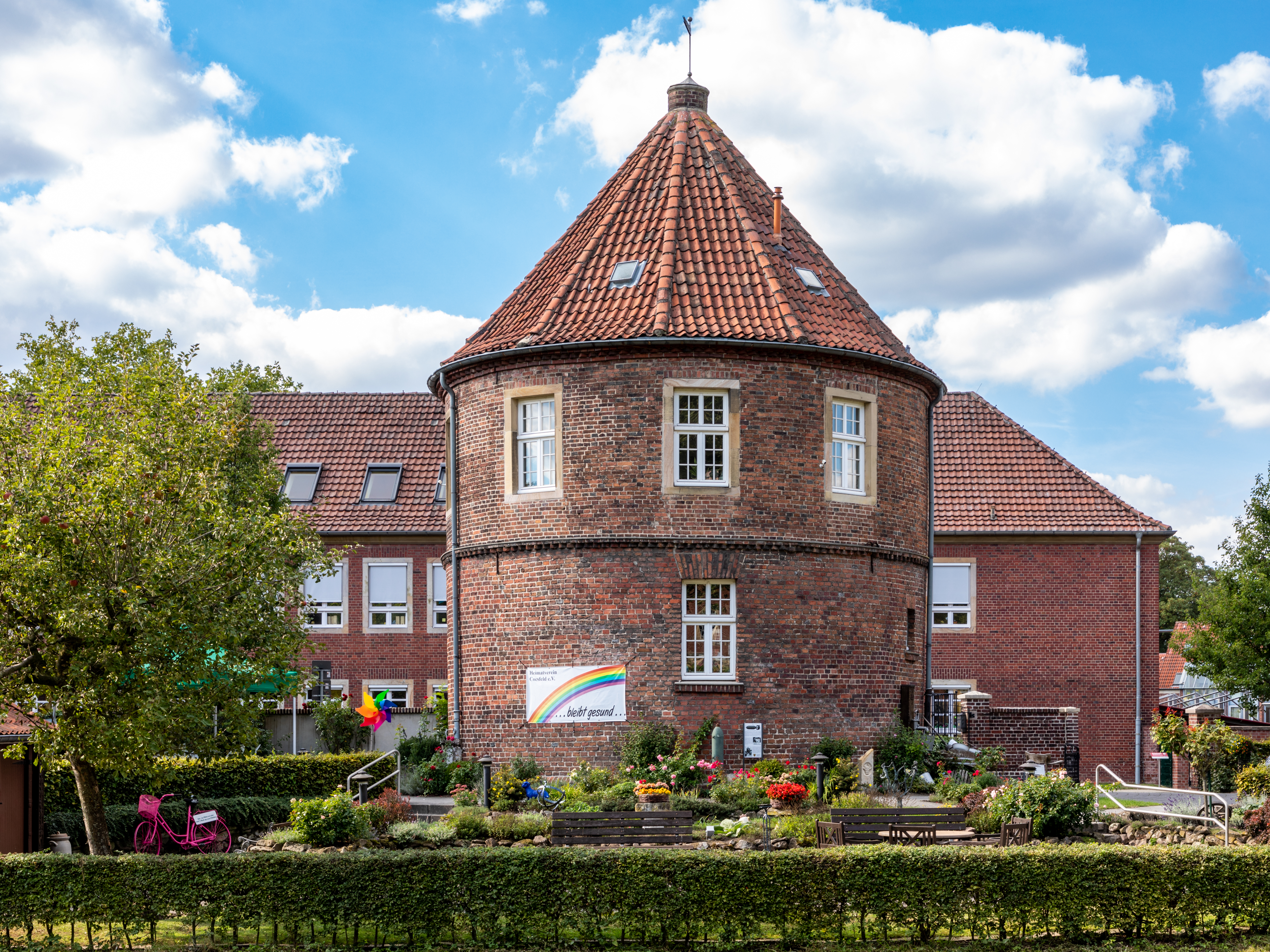
プルファー塔

### 博物館と文書館
- ヴァルケンブリュッケン門の市立博物館
- プルファー塔の洗濯所博物館（旧洗濯室）
- レッテ地区の郷土博物館
- コースフェルト市立文書館
- 聖ラベルティ教区文書館、14世紀からの免罪符を所蔵している
- 市立ギムナジウム・ネポムケヌムの文書館
- ザルム＝ホルストマール侯領のコースフェルト財務局文書館（一般公開はされていない）
- レッテ地区のレッテ駅には小さな鉄道博物館があり、鉄道の歴史の始まりから現在までを紹介している。
- ヴァルケンブリュッケン通りの市立図書館には人形博物館がある。
- ミュンスターラント芸術協会 e.V. は1998年の創設以来、年に4-5回、現代美術の展示会を行っている。その範囲は、絵画や写真から、塑像、ビデオ作品、あるいは空間インスタレーションや照明インスタレーションにまで及ぶ。若手や著名な芸術家の作品は地域の内外で大きな注目を集めている。ミュンスターラント芸術協会は、エルンスティング財団の一部である。

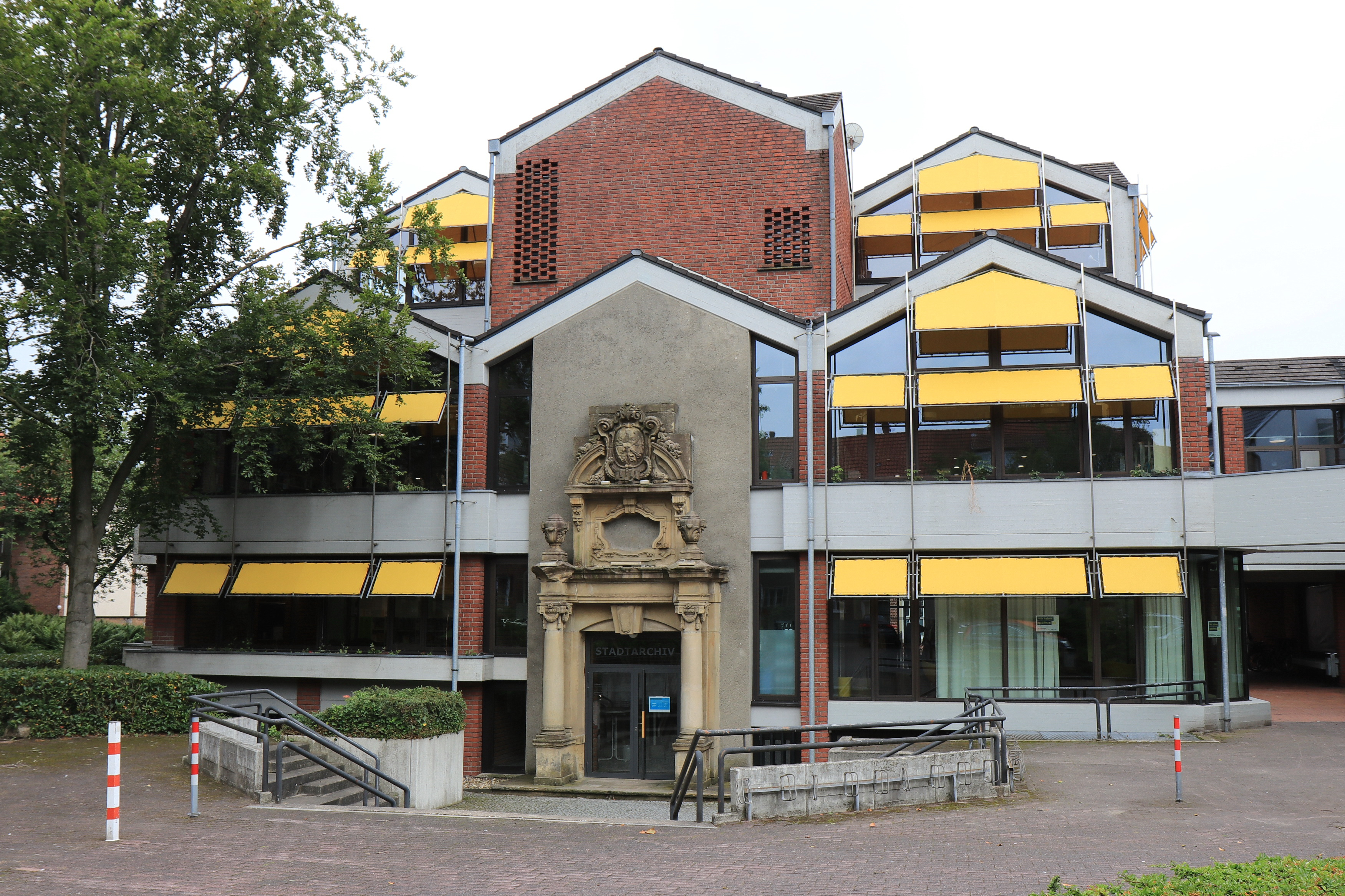
市立文書館・図書館
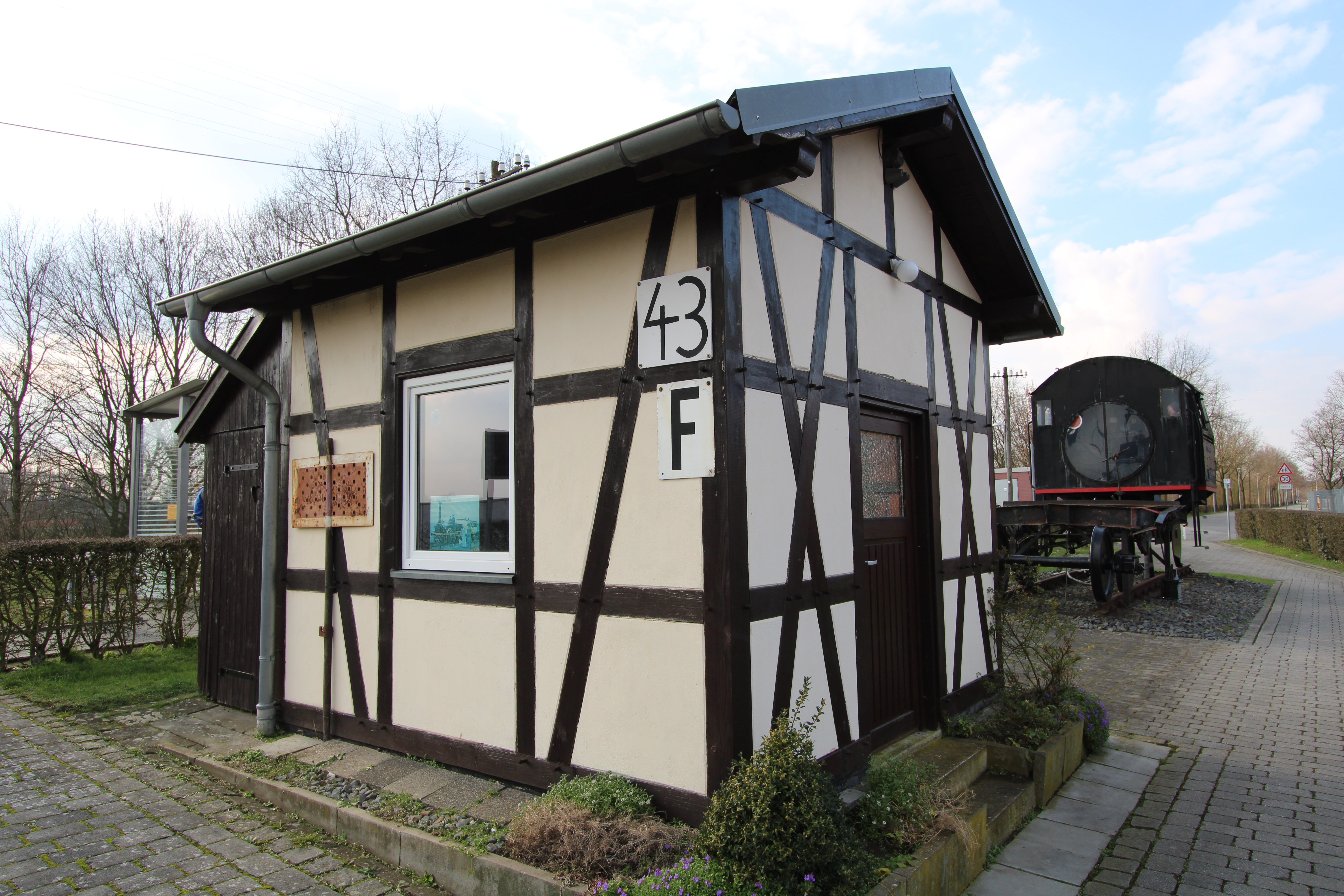
レッテ駅の鉄道小博物館
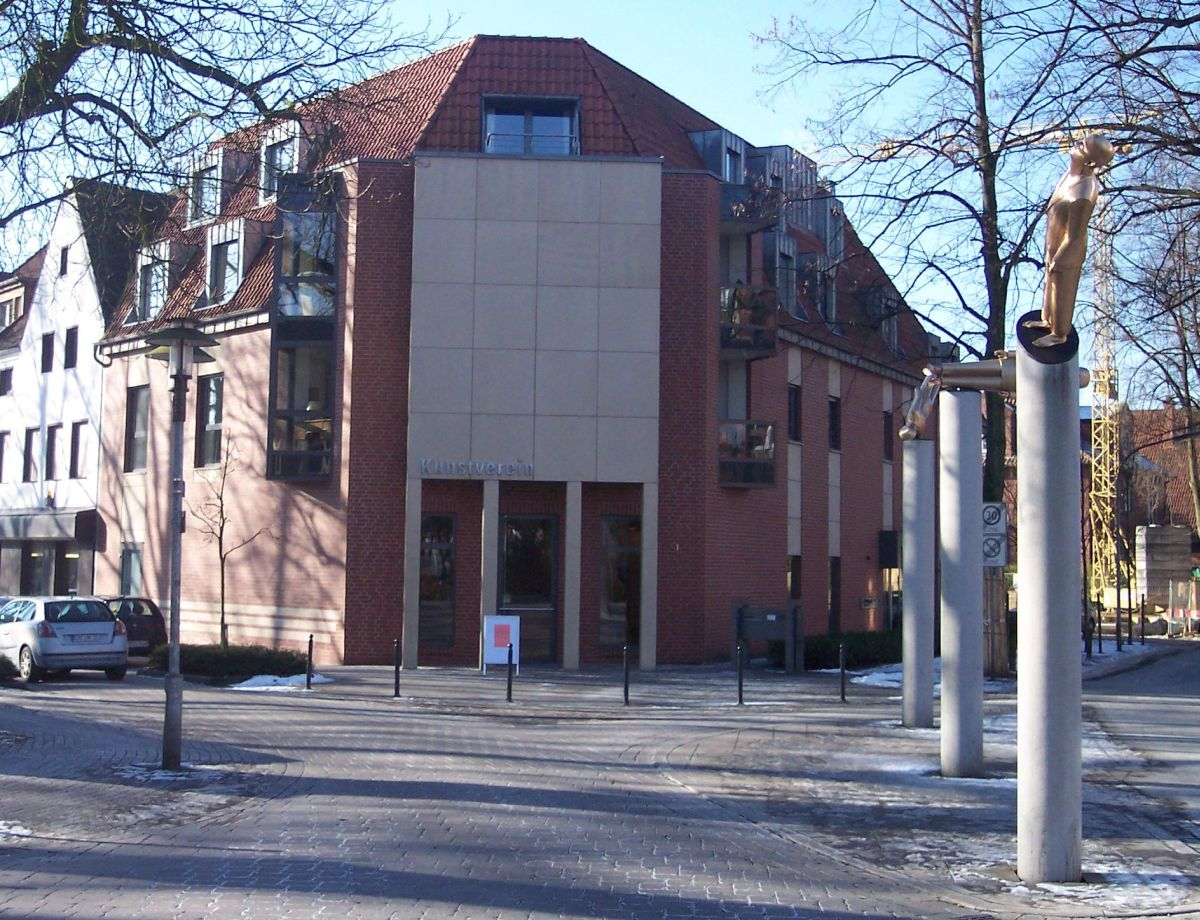
芸術協会

### 遺跡と文化財
コースフェルダー・クロイツ（コースフェルトの十字架）は、14世紀に創られたガーベルクロイツで、聖ランベルティス教会に祀られている。これは十字架に架けられたイエスの木像で、現在に至るまで巡礼の対象となっている。
ランベルティス教会の塔の4つの鐘
- ラベルトゥス、音程: C'、2000 kg
- マリア、音程: Es'、1700 kg
- 聖十字、音程: F'、810 kg
- カタリナ、音程: G'、670 kg

は、ヴェストファーレンで最も古い完全な音のセットを構築している。これは1428年から1435年に鋳造された。この鐘は、1681年11月16日の夜、19時から20時の間に2本の塔のうち片方が倒壊した際にも無事であった。5つめの重さ 5000 kg の新しい鐘クリストケーニヒは1928年に鋳造され、1942年の聖霊降臨祭に塔から取り外された。軍事目的に鋳つぶされるためであった。首席司祭のヨーゼフ・ロッデはこれに対して批判的な説教を行った。彼は1943年2月27日または28日にミュンヘン近郊のダッハウ強制収容所で亡くなった。

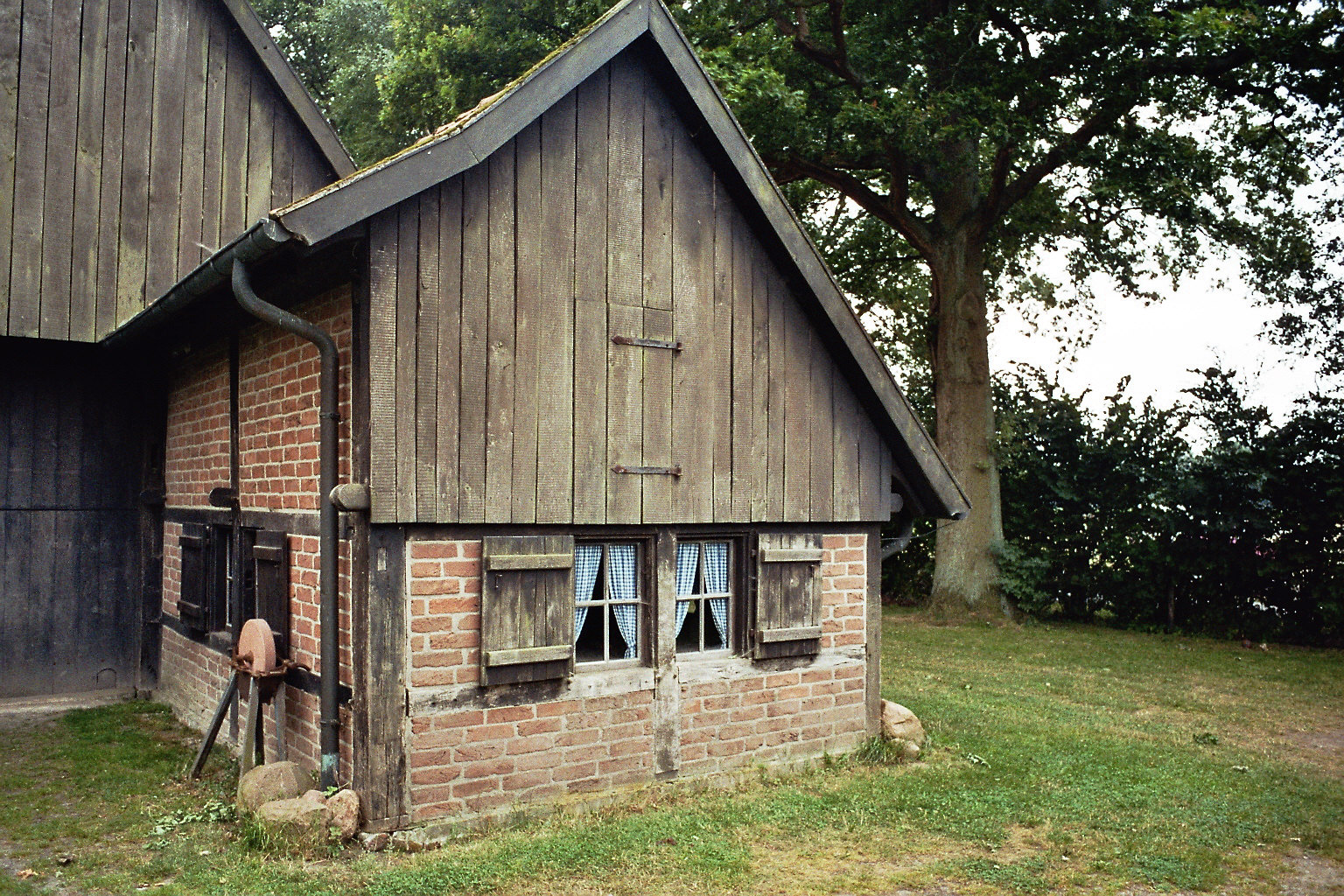
アナ＝カタリナ＝エンメリック＝ハウス

ゲルレーファー・ヴェーク沿いにコルピングヴェルク慈善活動連盟ミュンスターが建設した小さな礼拝堂がある。
コースフェルトには、福者アンナ・カタリナ・エンメリックの生家であるアナ＝カタリナ＝エンメリック＝ハウスがある。この建物は現在、博物館となっている。
市域の南西部、レッター・ブルーフに、紀元後1世紀のカマウィ族の環状土塁城塞ヤンスブルクの遺跡が遺っている。

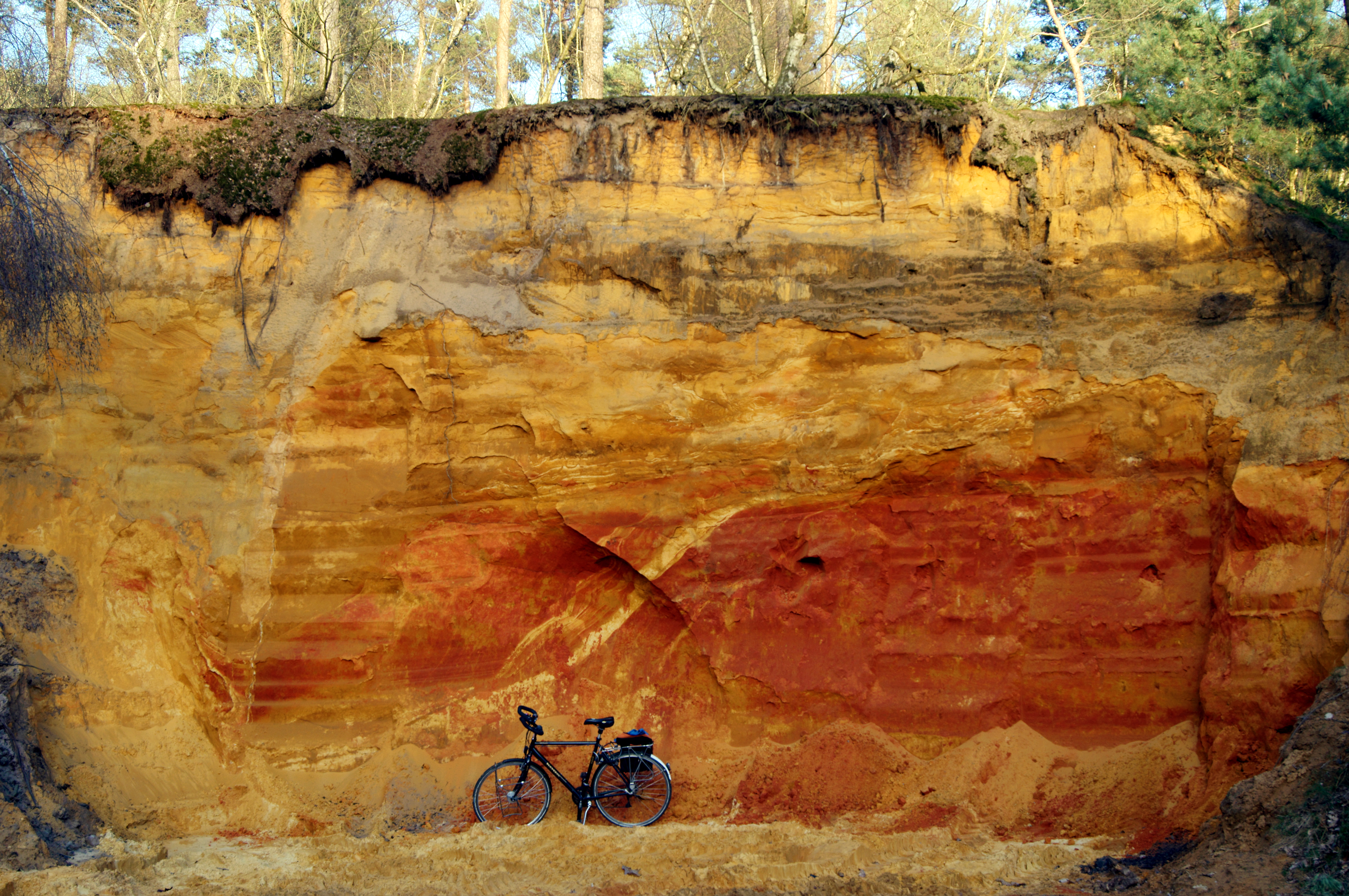
ファルビガー・ザント

### 公園と自然文化財
- グローセ・クロイツヴェークは1959年にクリストフ・ベルンハルト・フォン・ガーレンによって設けられた。この「大砲司教」は、市の北側に合計18留の十字架の径を造り、バウムベルク砂岩により2つの礼拝堂を建設した[43]。
- ヴァルアンラーゲ（土塁）。ウムフルート川と市壁前にあった中世のルドゲルスブルクの砦跡は現在、散策路となっている。
- ジーベン・クヴェレンからホーナーバッハ川が湧出している。この川はベルケル川に注いでいる。
- ジッターは、バウム山地の乾燥した谷で、最後の氷期の名残である。
- ドライリンデンヘーエからは街を一望することができる。
- コースフェルダー・ハイデのハイデ湖
- グロクセル地区のモーネンベルク
- シュテフェーデのファルビガー・ザント（直訳: 色のついた砂）

### 墓地
- ビラーベック通り、アプト・モリター通り、ヴェルクアレーの間にある聖ランベルティ墓地と福音主義墓地
- フリートホーフアレー、オルデンドルパー・ヴェーク、ライニング通りの間にある聖ヤーコビ墓地
- オスターヴィッカー通り77番地の（新）ユダヤ人墓地。埋葬時期: 1896年-1995年
- ローブルガー通りに近いマリエンブルクの墓地
- レッテ墓地、ブルーフ通り
- ハイデ墓地、レッテ地区
- フリードリヒ＝エーベルト通りとツーア・シャンツェとの間にある旧聖ランベルティ墓地
- ゲリヒツヴァルとゲリヒツリングとの間にある（旧）ユダヤ人墓地。埋葬時期: 1678年-1896年
- ヴァルラー城の近くにあるヴァルラー修道院の修道士とザルム＝ホルストマール家のための私有墓地
- 1804年のナポレオンによる墓地改革まで、内市街の聖ランベルティ教会や聖ヤーコビ教会付近で埋葬が行われていた
- ジルクスフェルト15番地、ルーエフォルスト・コーフェルトの埋葬林[44]

### レジャー
コースフェルト市には多くの文化・スポーツ施設およびレジャーイベントがあり、多くの人が登録しているスポーツクラブ、射撃クラブ、ナハバールシャフトグループがある。DJKアイントラハト・コースフェルトや SGコースフェルト06がこれに含まれる。

## 経済と社会資本

### 教育

#### ベルーフスコレークス（職業専門学校）
- リープフラウエンシューレ・コースフェルト、専門分野は社会学と健康学
- オスヴァルト＝フォン＝ネル＝ブロイニング＝ベルーフスクレーク、コースフェルト郡立の中等教育ステージ２の学校、専門分野は経済学と管理学
- 工学とデザイン学のピクトリウス＝ベルーフスコレーク、機械製造、建築工学、電子工学、デザイン学、情報工学の課程を有する。デザイン技術アシスタントのための上級職業専門学校では、職業資格の職業訓練と、学歴資格であるFHR（応用科学大学などへの進学資格）またはアビトゥーア（大学進学資格）の2つの資格を修得することができる。

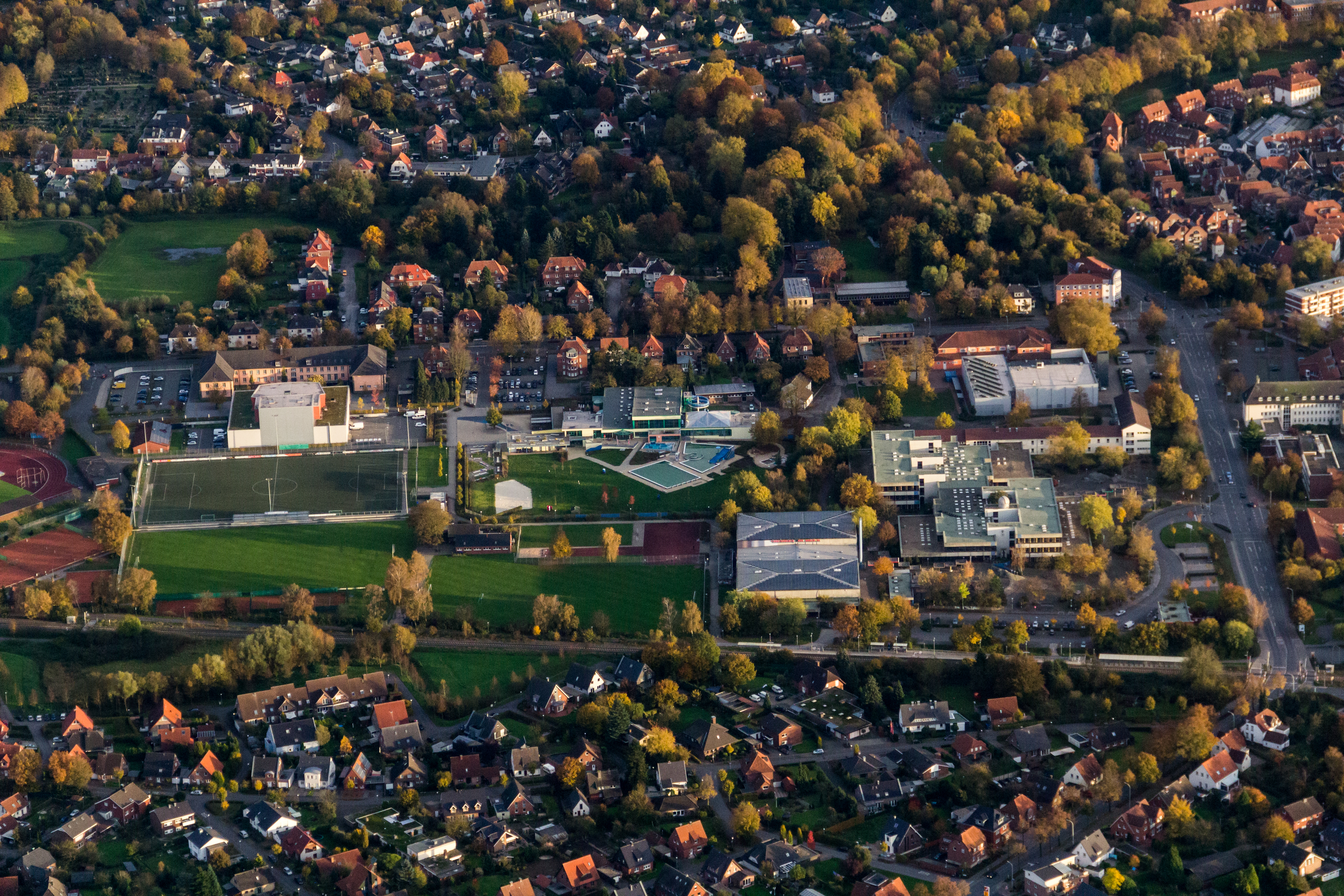
コースフェルト・シュールツェントルム（学校センター）

#### ギムナジウム
- ギムナジウム・ネポムケヌム。元々17世紀にイエズス会神学校として創設され、現在は市立ギムナジウムとなっている。1977年にクプファー通り（現在のクプファーパサージェ）から新しい校舎（シュールツェントルム）に移転した。
- ヘルビブルク＝ギムナジウム。市立ギムナジウム。取り壊されたネオバロック様式の旧校舎の玄関は、市立図書館の新しい建物に組み込まれている。
- 聖ピウス＝ギムナジウム・コースフェルト。カトリックの私立ギムナジウム。1953年創設。1964年からギムナジウムとして運営されており、1980年に改築され、1996年にホワイエ付きの講堂が建設された。

#### 実科学校
- フライヘル＝フォム＝シュタイン実科学校コースフェルト。市立実科学校。
- テオドール＝ホイス実科学校コースフェルト。

#### 本課程学校
- クロイツシューレ・コースフェルト（2016年頃に旧アンネ＝フランク本課程学校と統合）[45]。

#### 養護学校
- ペストロッツィシューレ（養護重点: 学習）

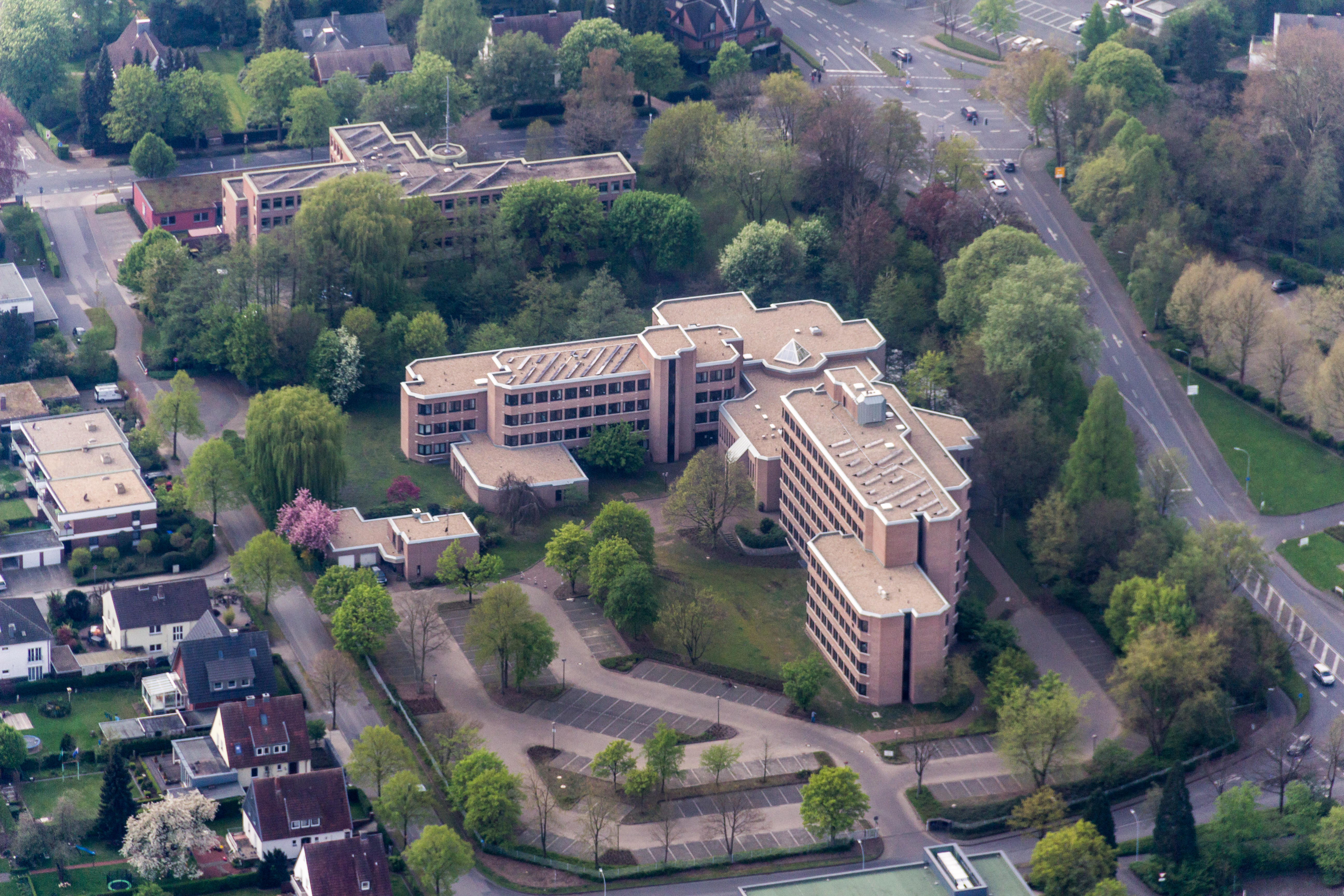
コースフェルト区裁判所（税務署とともに中央のL字型の建物を形成している）

- ミラ＝ローベ＝シューレ（病院学校）

### 公共機関・施設
- コースフェルト区裁判所
- ハーゲン通信大学地域センター
- フライヘル＝フォム＝シュタイン兵舎は、農場集落フラムシェンにある。プロイセンの近代化主義者シュタイン男爵ハインリヒ・フリードリヒ・カールにちなんで命名された。数少ない大型兵舎の一つであったフラムシェン＝コースフェルトの兵舎は、2008年12月15日に閉鎖された。跡地には新しい産業地区ノルトヴェストファーレン工業パークが建設された[46]。
- ユーゲントハウス・シュテルヴェルク
- 76箇所の公共遊戯広場

### 交通

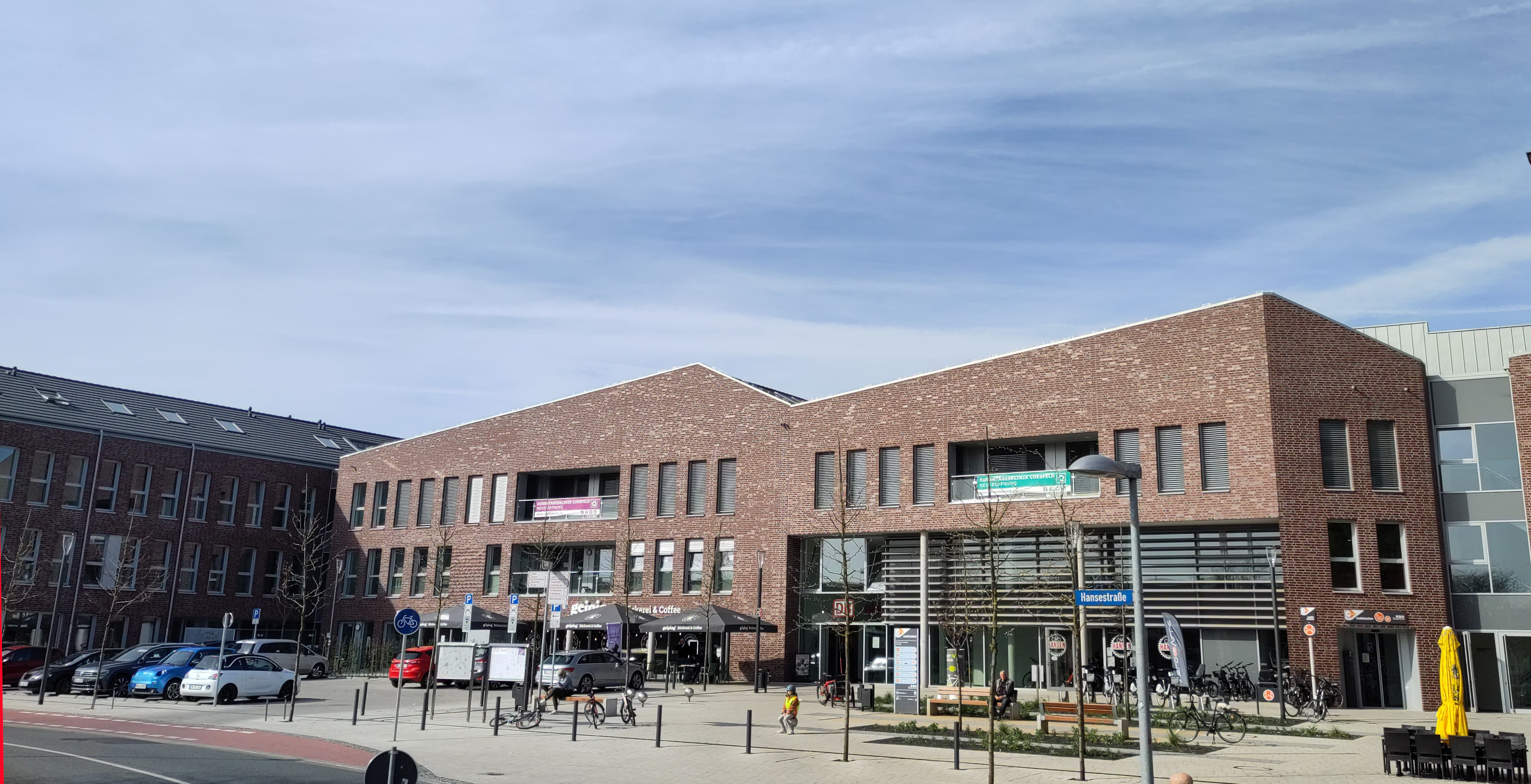
コースフェルト駅

#### 鉄道・バス
コースフェルト（ヴェストファーレン）駅は、近郊旅客鉄道3路線が乗り入れている。ドルトムントからアーハウスを経由してエンスヘデに至る RB 51「ヴェストミュンスターラント鉄道」、ドルステン、グラトベック、ボトロップ、エッセンへ向かう RE 14「エムシャー＝ミュンスターラント・エクスプレス」、ミュンスターへ向かう RB 63「バウムベルゲ鉄道」がそれである。最後の路線では、2011年6月10日にコースフェルト・シュールツェントルム駅が新設された。
通常の時刻表では、平日は1時間ごとに、週末は2時間ごとに、ラインルールバーン (RE 14) および DB レギオ NRW (RB 51, BR 63) が列車を運行している。
地方バスが周辺地域を運行している。コースフェルトはミュンスターラント交通連盟 (VGM) に参加している。2017年8月からヴェストファーレン運賃が適用されている。

#### 道路
コースフェルトは、連邦道474号線（アーハウス - ドルトムント）と525号線（ジュートロー - ノットゥルン）との結節点である。これらは、アウトバーン31号線（ボトロップ - エムデン、約 8 km 西）および43号線（ヴッパータール - ミュンスター、約 10 km 南東）に接続する。この他、コースフェルトは州道581号線（ニーダーライン - ミュンスター）沿線に位置し、州道555号線（ラールまで）の起点でもある。

#### 航空

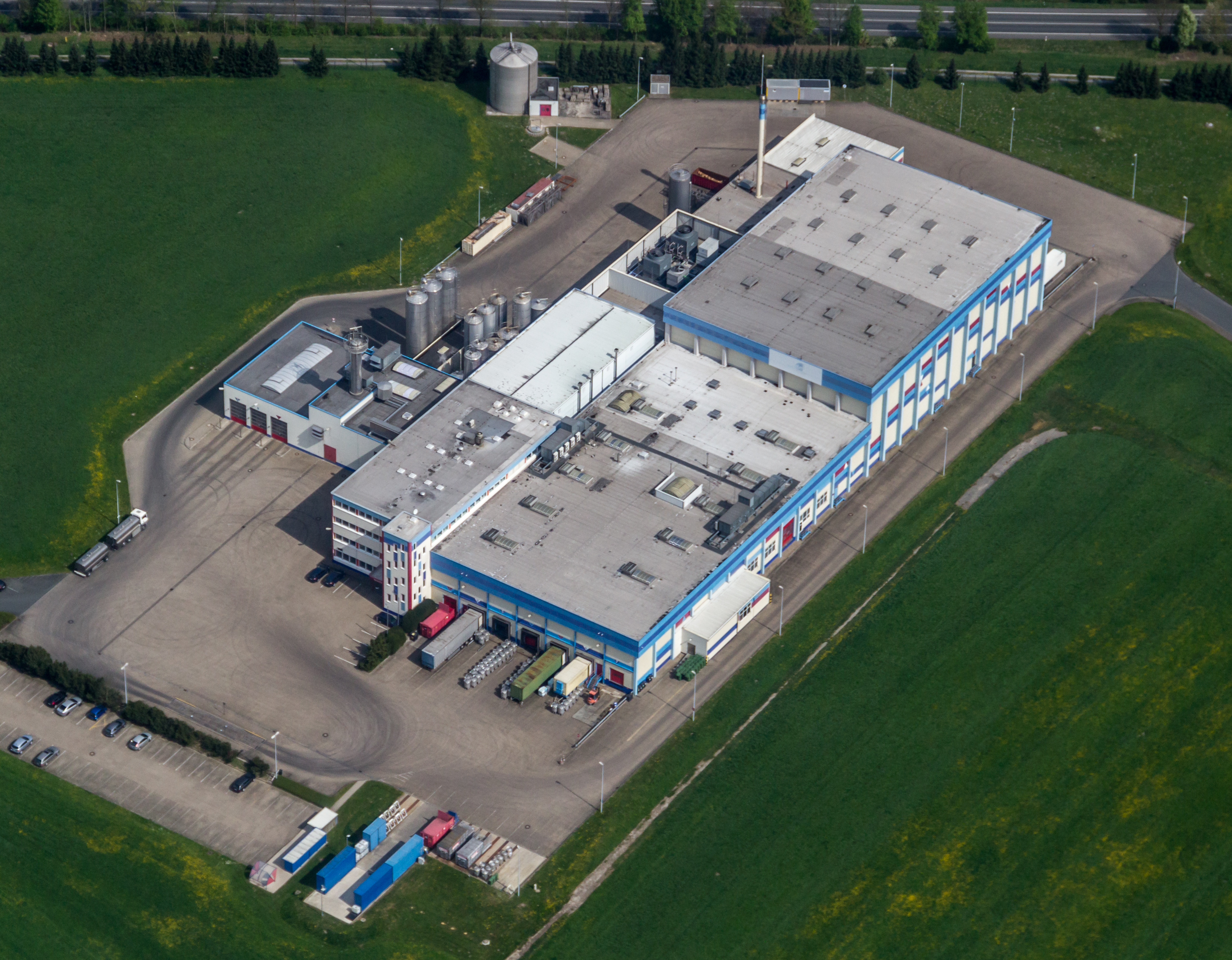
フーデ＋ゼラーン・ミルク製造

最寄りの交通空港は、ミュンスター/オスナブリュック空港 (59 km)、ドルトムント空港 (83 km)、デュッセルドルフ空港 (95 km) がある。シュタットロー＝フレーデン交通飛行場とボルケンベルゲ交通飛行場が近くにある。

### 主な企業
- エルンスティングス・ファミリー、衣料品チェーン
- パラドール、木材加工業
- フーデ＋ゼラーン・ミルク製造
- J.W.オステンドルフ、絵具、塗料製造
- ショルツ、機械製造（オートクレーブなど）
- ティース、織機製造[47]
- ヴェストフライシュ・シュラハトホーフ・コースフェルト、大規模屠畜場
- ヴァイリング、バイオ製品の卸売り業者

### メディア
コースフェルトでは、J.フライシヒのアルゲマイネ・ツァイトゥングが刊行されている。この新聞は1834年にコースフェルト郡、ボルケン郡、アーハウス郡向けの週刊紙として創刊された。この他にシュタットアンツァイガー・コースフェルトおよび2012年からは雑誌ブリックプンクトが存在する。週刊のアンツァイゲンツァイトゥング・シュトライフリヒターは2021年に廃刊された。

## 人物

### 出身者
- ヨハネス・レーヴェンクラウ（ドイツ語版、英語版）（1541年以前 - 1594年）法学者、ギリシア学者（ドイツ語版）、歴史家。
- アンナ・カタリナ・エンメリック（1774年 - 1824年）修道女。幻視者。2004年に列福された。
- ベルンハルト・クロスターケンパー（ドイツ語版、英語版）（1897年 - 1962年）第二次世界大戦時の軍人。最終階級は少将。
- ルドルフ・ヴォルタース（ドイツ語版、英語版）（1903年 - 1983年）建築家、都市プランナー。
- ユルゲン・ロータース（ドイツ語版、英語版）（1949年 - ）2009年から2015年までケルンの上級市長を務めた。
- ウーヴェ・チスカーレ（ドイツ語版、英語版）（1962年 - ）サッカー選手。
- ヘルムート・ゴイキング（ドイツ語版、英語版）（1964年 - ）政治家。2019年から2024年まで欧州議会議員を務めた。
- ミヒャエル・エニング（ドイツ語版、英語版）（1965年 - ）サッカー選手、指導者。
- ニールス・ゴイキング（ドイツ語版、英語版）（1992年 - ）2024年から欧州議会議員を務めている。

### ゆかりの人物
- クリストフ・ベルンハルト・フォン・ガーレン（ドイツ語版、英語版）（1606年 - 1678年）ミュンスター司教領主。コースフェルトを司教座都市に拡充を図った。
- オットー・ブロイティガム（ドイツ語版、英語版）（1895年 - 1992年）外交官、弁護士。ナチ時代の外務省および東部占領地域省の高官としてホロコーストに関わった。コースフェルトで亡くなった。
- クララ・ヴォルテリング（ドイツ語版、英語版）（1983年 - ）ハンドボール選手。DJKアイントラハト・コースフェルトでキャリアをスタートさせた。

## 関連図書
- Bernhard Sökeland (1839). Geschichte der Stadt Coesfeld
- Josef Bosten (1949). Das 750Jährige Stadtjubiläum Der Altehrwürdigen Stadt Coesfeld Im Jahre 1947. Ein Beitrag zur Chronik der Stadt und Zeitgeschichte. Coesfeld: Verlag J. Fleißig
- Rudolf Wolters (1974). Coesfeld. Fragen und Antworten eines Städtebauers. Beiträge zur Landes- und Volkskunde des Kreises Coesfeld. Coesfeld
- Hildegard Ditt; Ludwig Frohne; Karl-Heinz Kirchhoff (1981). Heinz Stoob, Wilfried Ehbrecht. ed. Westfälischer Städteatlas. Band: II; 3 Teilband. Dortmund-Altenbeken. ISBN 3-89115-346-5
- Georg Veit (1997). Zeit der Krammetsvögel. Roman über Coesfeld im Dreißigjährigen Krieg. Münster: Waxmann
- Norbert Kersken (1999). Annotierte Bibliographie zur Geschichte der Stadt Coesfeld. Veröffentlichungen aus dem Stadtarchiv Coesfeld I. Coesfeld
- Norbert Damberg, ed (1999, 2004). Coesfeld 1197–1997. Beiträge zu 800 Jahren städtischer Geschichte. Münster: Ardey-Verlag. ISBN 978-3-87023-140-8
- Elfi Pracht-Jörns (2002). “Coesfeld”. Jüdisches Kulturerbe in Nordrhein-Westfalen, Band 4: Regierungsbezirk Münster. Beiträge zu den Bau- und Kunstdenkmälern von Westfalen, Band 1.2. Köln: J.P. Bachem. pp. 183–190, 216–222. ISBN 978-3-7616-1448-8
- Erwin Dickhoff (2002). Coesfelder Biografien. Münster: Ardey-Verlag. ISBN 978-3-87023-248-1
- Norbert Klein (Text); Hartwig Heuermann (Photo) (2005). Stadt Coesfeld. ed. Gestatten, Coesfeld!. Coesfeld
- Coesfeld. Eisenbahnknotenpunkt im Münsterland.. Auf Schienen unterwegs. Sutton. (2007). ISBN 978-3-86680-173-8
- Dieter Westendorf; Hans-Jochen Westendorf (2013). Schicksale der jüdischen Coesfelder zwischen Bedrohung und Ermordung 1919–1945. Coesfeld